# Brian De Palma
Pour les articles homonymes, voir Palma.
Brian De Palma [ˈbraɪən də ˈpɑlmə] est un réalisateur, producteur de cinéma et scénariste américain, né le 11 septembre 1940 à Newark (New Jersey).
Issu d'une famille désunie, il étudie à l'université Columbia et au Sarah Lawrence College où il tourne ses premiers courts métrages. Il réalise son premier long métrage The Wedding Party avec l'un de ses professeurs et une autre étudiante, puis tourne plusieurs films indépendants.
Grâce au succès de Greetings, Brian De Palma commence à travailler pour les grands studios hollywoodiens. Sa carrière qui alterne succès et déceptions, est émaillée de beaucoup de projets non réalisés. Il connaît ses premières réussites commerciales avec Phantom of the Paradise, Carrie au bal du diable ou Pulsions. Dans les années 1980 les films Scarface et Les Incorruptibles sont de grands succès, tandis que L'Impasse, dans les années 1990, est un relatif échec commercial mais un succès critique. Par la suite Mission impossible lui permet de reprendre un certain pouvoir dans l'industrie hollywoodienne.
Stylistiquement, si ses premiers films sont basés sur beaucoup d'improvisation, sa première période hollywoodienne est marquée par l'influence d'Alfred Hitchcock, dont il s'inspire sur certains points de réalisation. Brian De Palma est aussi connu pour son utilisation régulière du plan-séquence, figure dont le choix peut s'expliquer comme une réaction de méfiance face aux documents audiovisuels concernant la guerre du Viêt Nam et l'assassinat de John F. Kennedy, expériences qui ont marqué sa génération.

## Biographie

### Jeunesse

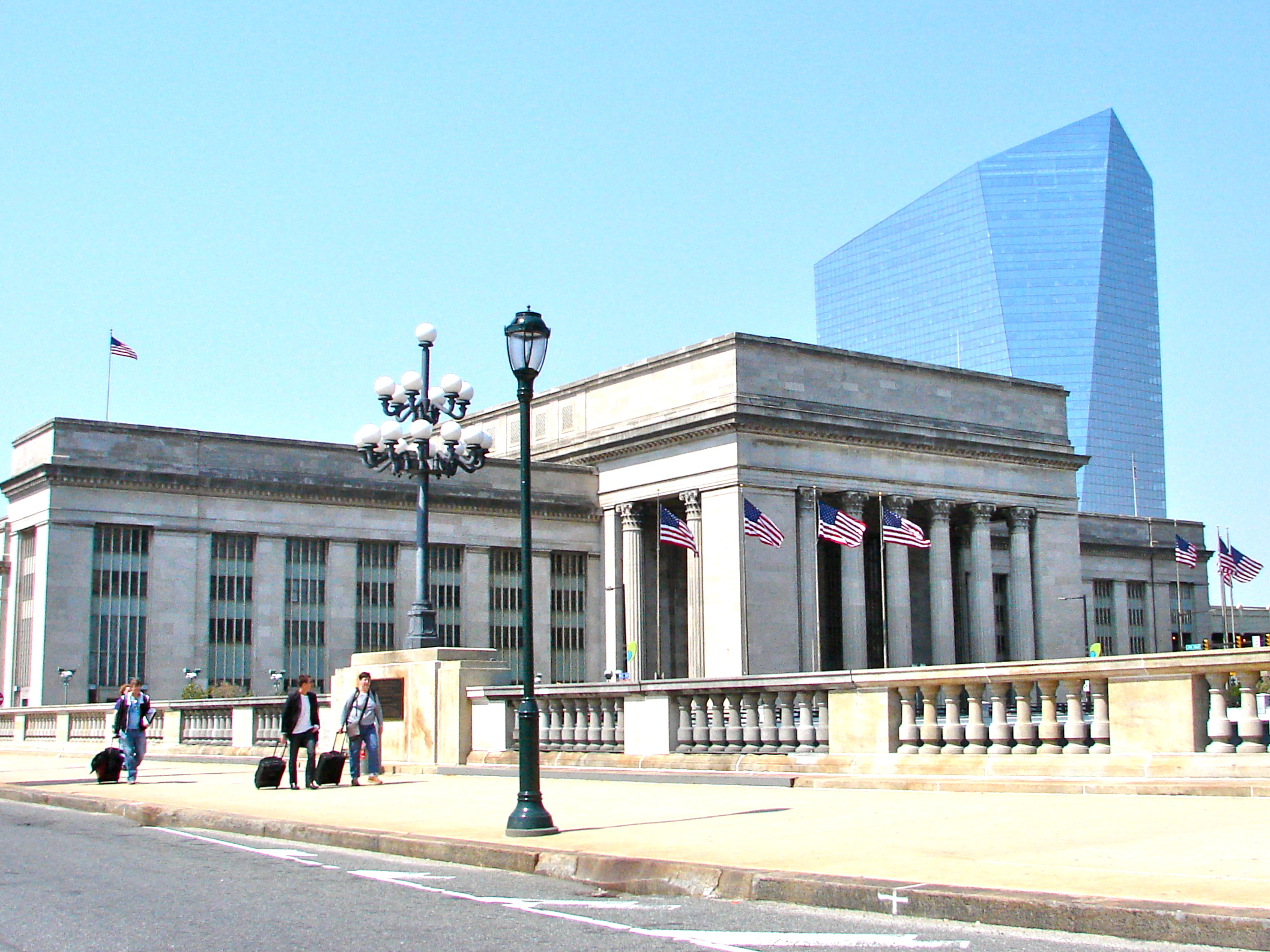
La gare de Philadelphie où se déroule une séquence de Blow Out. Philadelphie est la ville où Brian De Palma a passé une grande partie de sa jeunesse.

Brian Russell De Palma naît le 11 septembre 1940 à Newark dans l’État du New Jersey. Il est le fils d'Anthony De Palma, un chirurgien orthopédiste d'origine italienne et de Vivienne Muti, femme au foyer, qui aurait aimé faire une carrière de cantatrice. Bien que ses parents soient des catholiques italiens, Brian De Palma est baptisé dans une église presbytérienne. Il grandit ensuite à Philadelphie en Pennsylvanie où ses parents déménagent lorsqu'il a cinq ans puis dans le New Hampshire. Ses parents souhaitant s'intégrer à la société où ils vivent, les enfants sont élevés « comme n'importe quels protestants de la classe moyenne. » Cela explique que, contrairement à Martin Scorsese, lui aussi italo-américain, De Palma ait peu filmé la communauté italienne envers laquelle il ne ressent pas d'appartenance forte.
Le jeune Brian de Palma fréquente notamment des écoles protestantes ou quakers, dont la Friends' Central School près de Philadelphie. Ce type d'établissement fait participer les enfants à des réunions pour parler de la philosophie quaker : c'est là que s'est développé le fort sens moral du cinéaste. Durant son enfance puis son adolescence, il est passionné par la physique et l'électronique, aimant démonter des appareils pour comprendre leur fonctionnement. Il ne s'intéresse alors ni au cinéma ni à l'art en général.
La famille De Palma est désunie, ses parents se disputent beaucoup. Le jeune Brian s'isole souvent dans sa chambre pour lire et s'abstraire de cette ambiance tendue. Ses parents encouragent l'esprit de compétition entre leurs trois fils. Brian De Palma et son frère Barton (qui deviendra peintre) grandissent dans l'ombre de leur frère aîné Bruce, adulé par leurs parents, qui deviendra un brillant scientifique,, faisant notamment ses études au Massachusetts Institute of Technology. Adolescent, Brian remporte cependant un concours grâce à un mémoire sur « l'application de la cybernétique aux équations différentielles » ce qu'il considère comme « une manière de défier Bruce sur son propre terrain » (Bruce ne sera que troisième à ce concours).
C'est Brian De Palma qui provoque le divorce de ses parents, en 1958. Après que sa mère a tenté de se suicider en avalant des somnifères, elle apprend à son fils que son père la trompe. Elle sait que le caractère du jeune Brian, contrairement à ses frères, le poussera à passer à l'action. Il décide d'amener à sa mère la preuve de l'infidélité de son père. Il essaye d'abord d'enregistrer ses conversations téléphoniques, puis il tente de le suivre, armé d'un appareil photo. Il finit par arriver sans prévenir dans le bureau de son père et surprend le couple adultère. Après cette révélation, ses parents se sépareront. Ils se remarieront tous deux et en seront très heureux par la suite, Brian De Palma expliquant « [qu']ils étaient faits pour vivre en ménage. Mais pas ensemble. » Il jugera s'être fait manipuler par sa mère qui disait à ses enfants beaucoup de mal de son père. Il regrettera l'éclatement familial consécutif au divorce : « Mes frères sont partis chacun de leur côté, il n'y a jamais eu d'endroit où nous pouvions nous réunir. » Brian de Palma a déclaré que la famille où il est né lui a donné l'idée que la famille est « une structure où s'exerce manipulation et destruction de l'individu » et dit ignorer en conséquence à quoi correspond l'expression « cocon familial. »

### Années de formation (1958-1964)

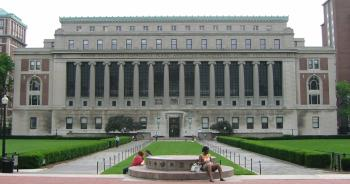
Butler Library, bibliothèque centrale de l'université Columbia.

Brian De Palma commence en 1958 des études de sciences physiques à l'université Columbia à Manhattan. Il est prévu qu'il y étudie pendant deux ans avant de tenter d'entrer comme son frère ainé au Massachusetts Institute of Technology. Mais Columbia est alors une université où les sciences humaines et l'enseignement de l'art ont une grande importance. Brian De Palma intègre ainsi un milieu « qui parle de théâtre et de cinéma du matin au soir. » Il découvre les films de la Nouvelle Vague réalisés par Jean-Luc Godard ou François Truffaut, ainsi que les films de Federico Fellini ou Luchino Visconti. Il voit aussi Sueurs froides d'Alfred Hitchcock qui va beaucoup le marquer. Sa formation scientifique initiale l'amène à se demander comment on fabrique un film, de quelle manière sont faits les films qu'il regarde et apprécie. Il se réoriente et termine ses études à Columbia sur un diplôme de Bachelor of Arts en 1962. Son père, désapprouvant cette réorientation, décide de cesser de financer ses études.
C'est pendant ses études à Columbia qu'il réalise ses premiers courts-métrages. Durant sa deuxième année, il est comédien dans plusieurs pièces mises en scène par des étudiants. Comme certains de ces étudiants tournent des courts métrages, qu'il a acheté sa propre caméra 16 mm pour 150 dollars et qu'il a des connaissances en technique, un de ces étudiants lui demande de travailler comme chef-opérateur sur son film. C'est ainsi qu'il se retrouve réalisateur de son premier court-métrage, Icarus. Un désaccord avec le metteur en scène (De Palma n'avait pas voté pour la pièce que l'autre soutenait pour le spectacle annuel) fait que l'équipe comme le réalisateur quittent le lieu de tournage. Resté seul avec l'acteur, Brian De Palma décide de réaliser lui-même le film. Son deuxième court métrage, 660124: The Story of an IBM Card, très influencé par Ingmar Bergman parle de déterminisme. Il dit en 2001 qu'il s'agissait d'un film assez prétentieux et qu'il ne s'en souvient plus très bien.
Son troisième court métrage, Woton's Wake (ou Wotan's Wake) remporte plusieurs prix, notamment celui de la fondation Rosenthal pour le « meilleur film réalisé par un cinéaste de moins de 25 ans. » C'est grâce à ce prix qu'il pourra, par la suite, financer ses premiers longs métrages. Dans ce film, qui raconte l'histoire d'un sculpteur dont une œuvre prend vie et qui la poursuit afin qu'elle redevienne sculpture, il place beaucoup de références aux films qu'il découvre à l'époque comme La dolce vita ou Le Septième Sceau. Le film est tourné de manière « très spontanée », avec peu de moyens et une équipe composée d'étudiants. C'est sa première collaboration avec William Finley qui jouera dans plusieurs de ses films par la suite, notamment Phantom of the Paradise. Brian De Palma estime dans les années 2000 que, contrairement à ses deux premiers films qu'il juge « plus prétentieux, plus lourds et maladroits », Woton's Wake, son meilleur court métrage, est drôle et absolument pas « académique ». Brian De Palma a déclaré qu'aucun des courts-métrages qu'il a réalisés durant ses études n'a été financé par les établissements où il étudiait : ce sont « des films totalement indépendants [qu'il a] produits [lui]-même en trouvant de l'argent un peu partout, notamment en faisant des petits boulots, en empruntant, en suppliant, en volant ! ».

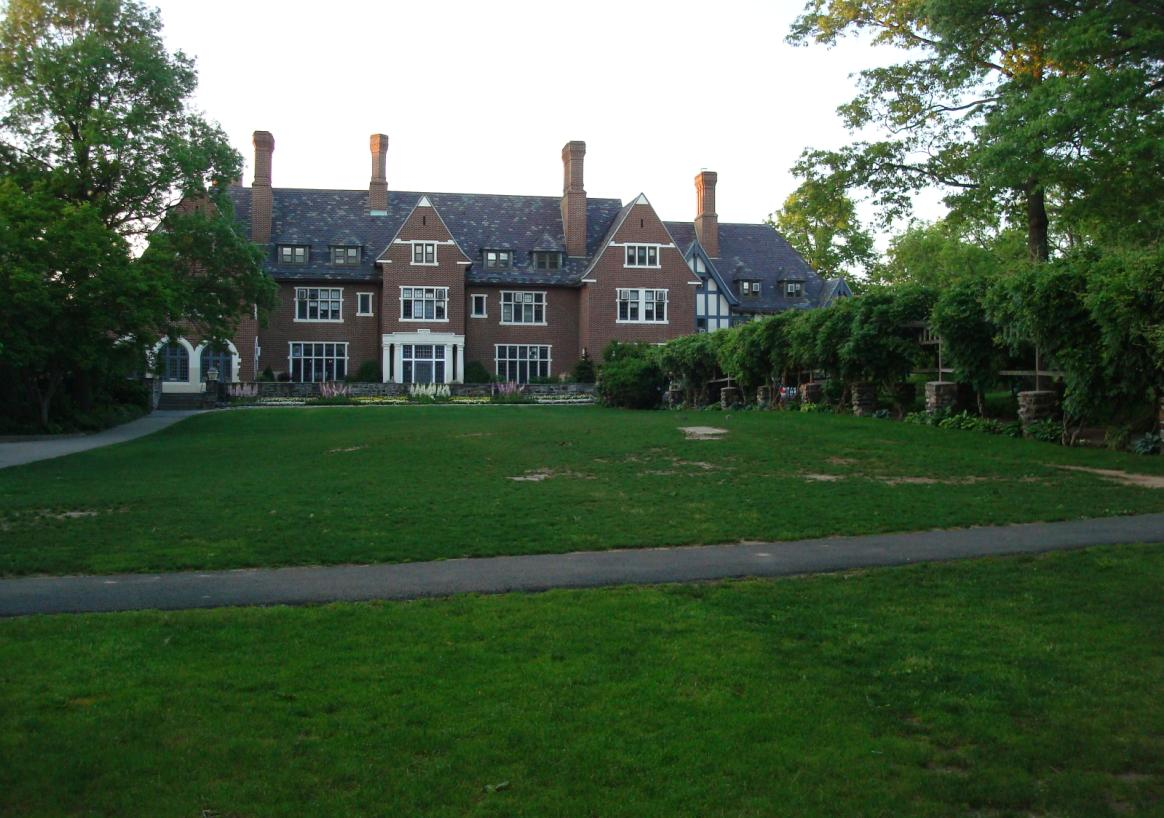
Westlands House, le plus ancien et l'un des principaux bâtiments du Sarah Lawrence College.

Brian De Palma intègre le comité qui s'occupe de monter des pièces de théâtre à Columbia. Il organise alors une collaboration avec le Sarah Lawrence College, une université d'arts libéraux. Il y est repéré par un professeur d'art dramatique, Wilford Leach. S'intéressant au cinéma, Leach obtient à De Palma une bourse pour venir étudier à Sarah Lawrence. Il y passe « deux années formidables » entre 1962 et 1964, achevant ses études avec un Master in Fine Arts. Ce sont des années cruciales dans sa formation : Brian De Palma considère que Wilford Leach a su voir son potentiel et lui a beaucoup appris. Leach enseigne à De Palma ce qu'il ne peut apprendre par lui-même en réalisant des courts métrages sans argent : le travail sur le scénario, avec les acteurs, les décors... C'est en référence à Wilford Leach qu'il nommera « Winslow Leach » le personnage principal de Phantom of the Paradise. Il suit aussi, à Sarah Lawrence, les cours de Joseph Campbell dont il lit tous les livres et avec qui il discute beaucoup (la pédagogie de Sarah Lawrence favorise les tête-à-tête entre élève et professeur.

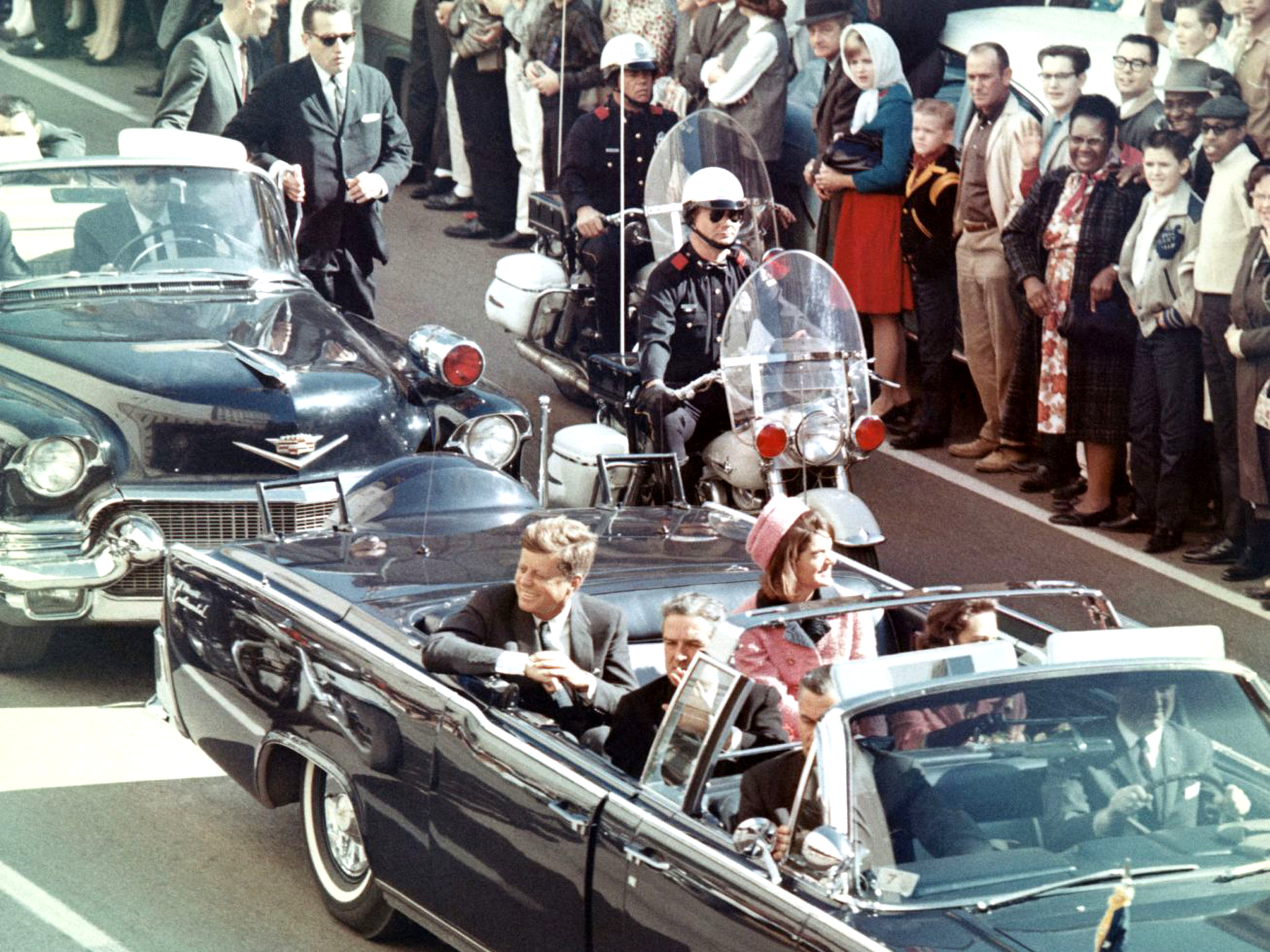
John F. Kennedy dont l'assassinat est une expérience fondatrice pour la génération de Brian De Palma.

Durant ses années d'études, Brian De Palma est marqué par deux faits historiques importants : la Guerre du Viêt Nam qui éclate durant ses études à Columbia et l'assassinat de John F. Kennedy. Pour lui comme pour la plupart de ses amis, la guerre du Viêt Nam n'a aucun sens. Il ne croit pas à ce qu'en disent les politiques, il n'accrédite pas la théorie des dominos. Il fera d'ailleurs tout pour se faire réformer et échapper à la conscription, se prétendant homosexuel, avalant n'importe quoi pour déclencher les nombreuses allergies dont il souffre, fumant pour se faire tousser, usant d'un certificat médical de complaisance et finalement affirmant au psychiatre de l'armée qu'il est communiste. Il n'ira donc pas combattre, et il estime en 2001 que seuls les noirs, les pauvres et les jeunes hommes qui voulaient réellement connaître la guerre (comme Oliver Stone) s'y sont rendus, et qu'il ne connaît personne « d'un tant soit peu sensé » qui y soit allé.
L'assassinat de John F. Kennedy le 22 novembre 1963 est selon De Palma « une expérience fondatrice » pour sa génération. Non seulement à cause de l'assassinat en lui-même, mais aussi à cause de l'enquête et de l'importante couverture médiatique qu'elle a occasionnée et les différentes théories sur cet assassinat qui se sont développées. Par la suite, Brian De Palma déclarera qu'il estime que si un événement est analysé par autant de gens, vu par autant de points de vue différents et qu'il occasionne autant de théories, « le seul résultat que l'on obtient, c'est une très grande ambiguïté. Plus vous enquêtez sur un événement, plus vous demandez l'avis à d'autres personnes autour de vous, plus la réalité devient élusive. » Si l'enquête sur l'assassinat de Kennedy sera évoquée directement dans le film Greetings (1968), le film tourné lors de cet assassinat par Abraham Zapruder inspirera Blow Out (1981) tandis que la multiplication des points de vue qui ne permettent pas de se faire une idée précise de la vérité se retrouve dans Snake Eyes en 1998.

### Premiers films indépendants (1964-1972)
En 1964, Brian De Palma tourne son premier long-métrage, The Wedding Party, coréalisé avec son professeur Wilford Leach et Cynthia Munroe, une autre étudiante du Sarah Lawrence College. Il devait s'agir à l'origine d'un film à sketches sur l'amour en Amérique sur le modèle de L'Amour à 20 ans. Plusieurs étudiants, parmi lesquels Ulu Grosbard ou John Hancock écrivent des sketchs mais seuls Cynthia Munroe, dont la famille est riche, et Brian De Palma trouvent les financements pour réaliser leurs segments et le projet s'arrête. De Palma estimant le scénario de Munroe meilleur que le sien lui propose de le réaliser en en faisant un long métrage. Puisqu'elle vient d'une famille riche, il sait qu'elle peut assurer le financement complet du film qui se montera à 100 000 dollars. De Palma découvre durant le casting de The Wedding Party, qu'il a organisé avec William Finley, Robert De Niro, qui l'impressionne alors qu'il n'a que vingt ans : ce sera son premier rôle. Wilford Leach se charge de la direction d'acteur, tandis que Brian De Palma s'occupe de la prise de vue et du montage. Le tournage dure plus d'un an ; le montage du film, qui a lieu dans le petit studio où vit De Palma, est aussi très long. Le film ne sortira que 5 ans après son tournage.
Après la fin de ses études, Brian De Palma fonde avec un ami, Kenny Burrows, une petite maison de production pour produire des films institutionnels et des documentaires afin de gagner suffisamment d'argent pour produire un long métrage. Il réalise deux commandes. La première est Bridge That Gap, en 1965, documentaire sur les logements sociaux des noirs à La Nouvelle-Orléans commandé par le NAACP. La seconde est Show me a strong town and I'll show you a strong bank, documentaire réalisé en 1966. Ce film, une commande du département du Trésor des États-Unis, suit un inspecteur qui fait des visites de contrôle surprise aux banques.
Dans les années 1960, la vie artistique est très animée à New York. S'il ne se sent pas touché le cinéma expérimental ou la peinture abstraite (il dit s'être arrêté en peinture à l'impressionnisme), il trouve néanmoins qu'il s'agit « [d']un discours sur l'art et la société plutôt intéressant. » Il fréquente la Factory, côtoie Andy Warhol qu'il interroge pour son documentaire The Responsive Eye, et dit avoir fréquenté aussi Robert Rauschenberg, Franck Stella, Larry Rivers ou Allen Ginsberg.
De Palma réalise en 1968 son deuxième long-métrage de fiction, Murder à la mod. Le film, qui coûte 50 000 dollars, est financé pour moitié par la société de De Palma et Burrows, l'autre moitié provenant d'un coproducteur spécialisé dans le cinéma érotique à qui ils font croire que le film appartenait à ce genre. Le film narre un meurtre de trois points de vue différents et dans trois styles cinématographiques différents : la première partie, filmée comme un soap opera, adopte le point de vue de la victime du meurtre avec des plans longs et une voix off, la deuxième partie montre les mêmes événements dans un style hitchcockien et la dernière partie est filmée du point de vue du tueur sourd et muet, à la manière d'un film burlesque, avec des accélérés. C'est avec ce film que Brian De Palma découvre à quel point le style d'un film influence la manière dont l'histoire est perçue par le spectateur. Il reprendra le même principe dans son film suivant, Greetings où se trouvent trois personnages principaux et trois styles différents de filmage.
Le coproducteur de Murder a la mod, qui s'attendait à un film « avec plein de filles nues », est tellement désappointé par le résultat final que De Palma et son associé doivent se charger eux-mêmes de la distribution : le film ne sort que dans une salle où il reste à l'affiche pendant deux semaines.
De Palma retrouve De Niro dans Greetings (1968), satire qui raconte l'histoire de trois jeunes gens qui veulent éviter de partir au Viêt Nam. Ce film est un succès : tourné pour 43 000 dollars dollars, il en rapporte plus d'un million et reçoit l'Ours d'argent au Festival de Berlin 1969. Ce succès s'explique par le fait que le film a su capter « l'air du temps » de la période qui suit l'assassinat de Kennedy, l'angoisse liée à la guerre du Viêt Nam, en les restituant sous une forme plus légère et comique. Ce succès permet la sortie en salles de The Wedding Party.
En 1970, De Niro reprend son personnage Jon Rubin de Greetings dans Hi, Mom!.
Enthousiasmé par une mise en scène de théâtre de Richard Schechner, il réalise en 1970 le documentaire Dionysus in '69, entièrement en split screen. C'est avec ce film qu'il développe son goût pour les plans longs, il mettra une scène filmée de cette manière dans presque tous les films qu'il fera par la suite.
Grâce au succès de Greetings, le jeune réalisateur est engagé par Warner Bros. pour diriger Get to Know Your Rabbit, son premier film pour un grand studio. Il quitte alors New York pour découvrir Hollywood. Le film traite de la manière dont le capitalisme récupère et neutralise les forces qui cherchent à le contester : un homme quitte son entreprise pour devenir magicien et vivre une vie d'artiste mais il a tellement de succès que tout le monde se met à s'habiller comme lui et à adopter son mode de vie. Mais De Palma ne s'entend pas avec le producteur John Calley qui s'oppose aux expérimentations que souhaite faire le réalisateur (il veut par exemple tourner certaines séquences en 16 mm). Le tournage est une épreuve pour Brian De Palma qui est renvoyé par la Warner et perd tout contrôle sur le montage. Brian de Palma ne verra le film terminé qu'à sa sortie, deux ans plus tard, en 1972, comme n'importe quel spectateur. Il raconte en 2000 avoir été dévasté par ce qui s'est passé : « on m'a pris mon film, on l'a remonté et on l'a tout simplement fini sans moi. J'ai été viré, c'est aussi simple que ça. » Cette expérience traumatisante où il se sent manipulé fait naître en lui la décision de ne plus jamais laisser quiconque prendre le contrôle sur son œuvre.

### Débuts hollywoodiens (1972-1983)

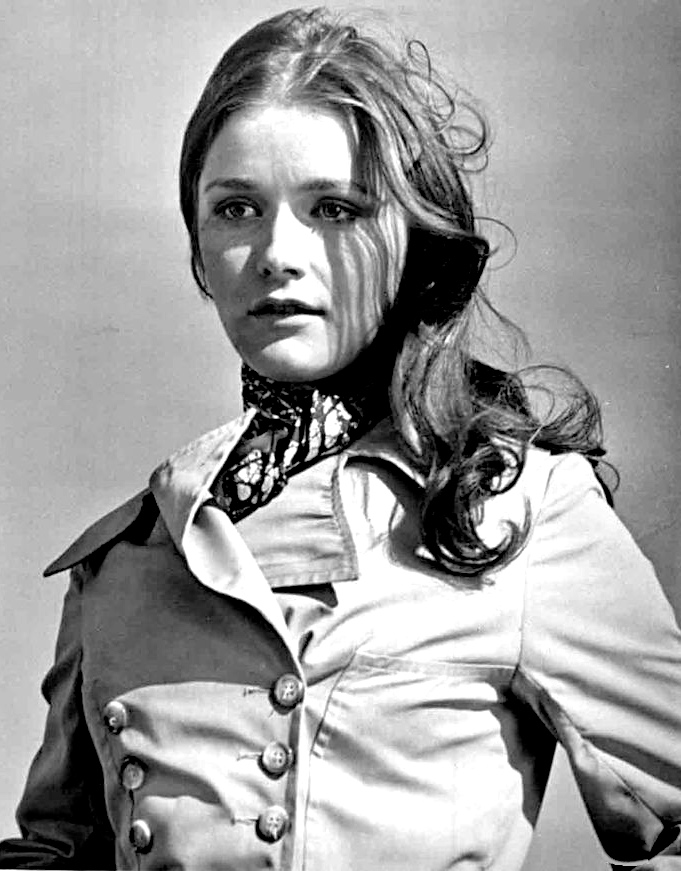
Margot Kidder en 1970. Elle devient la compagne de Brian De Palma lorsqu'il arrive à Hollywood et c'est pour elle et Jennifer Salt qu'il écrit Sœurs de sang.

Assez déprimé, Brian De Palma retourne à New York après le désastre de Get to Know Your Rabbit. Il travaille un moment en vue de réaliser Les Poulets, sur une proposition de Martin Ransohoff, film pour lequel il prend Burt Reynolds pour le rôle principal. Mais il abandonne le projet quand il voit le producteur engager contre son gré Raquel Welch et Yul Brynner, certain qu'avec ces deux acteurs le film ne peut être qu'un « désastre, ». Vivant de plus une histoire d'amour compliquée, il décide brusquement qu'il a « fait son temps » à New York et part pour la Californie, sans véritable projet. Il est hébergé chez l'actrice Jennifer Salt qui habite avec la comédienne Margot Kidder. À Hollywood, Brian De Palma retrouve Martin Scorsese qu'il a rencontré en 1965 (ils étaient voisins de salle de montage) et se lie d'amitié avec plusieurs jeunes réalisateurs qui deviendront l'emblème du Nouvel Hollywood, notamment Steven Spielberg qui fréquente la maison de Margot Kidder et Jennifer Salt, ainsi que Francis Ford Coppola ou George Lucas.
Margot Kidder devient sa petite amie et Brian De Palma a l'idée de réunir dans un même film Salt et Kidder. Il leur offre « comme cadeau de Noël » les rôles principaux de Sœurs de sang. Le film sortira en 1973 et lui permettra d'accéder à une nouvelle reconnaissance, en particulier grâce à une excellente critique qu'en fait la très influente Pauline Kael, du New Yorker, ce qui contribue grandement à lancer la carrière hollywoodienne de Brian De Palma. Avec ce thriller horrifique, il développe certains de ses futurs thèmes fétiches : le double et le voyeurisme (comme dans Body Double en 1985). Ses films truffés de références lui valent alors le qualificatif de « cinéaste postmoderne ».
En 1974, c'est la consécration avec Phantom of the Paradise, adaptation rock du Fantôme de l'Opéra de Gaston Leroux, qui obtient notamment le Grand Prix au Festival international du film fantastique d'Avoriaz 1975. Le film est aussi inspiré par l'expérience de dépossession ressentie par De Palma sur le film Get to Know Your Rabbit où il avait été renvoyé par la Warner.
Il tourne ensuite des thrillers plus psychologiques, dont le mélange de sexualité et de violence devient sa marque de fabrique. Ce « cycle » débute en 1976 avec Obsession, film dont les références à Sueurs froides d'Hitchcock sont innombrables, suivi quelques mois plus tard du film d'horreur Carrie au bal du diable (1976) adapté du roman de Stephen King.

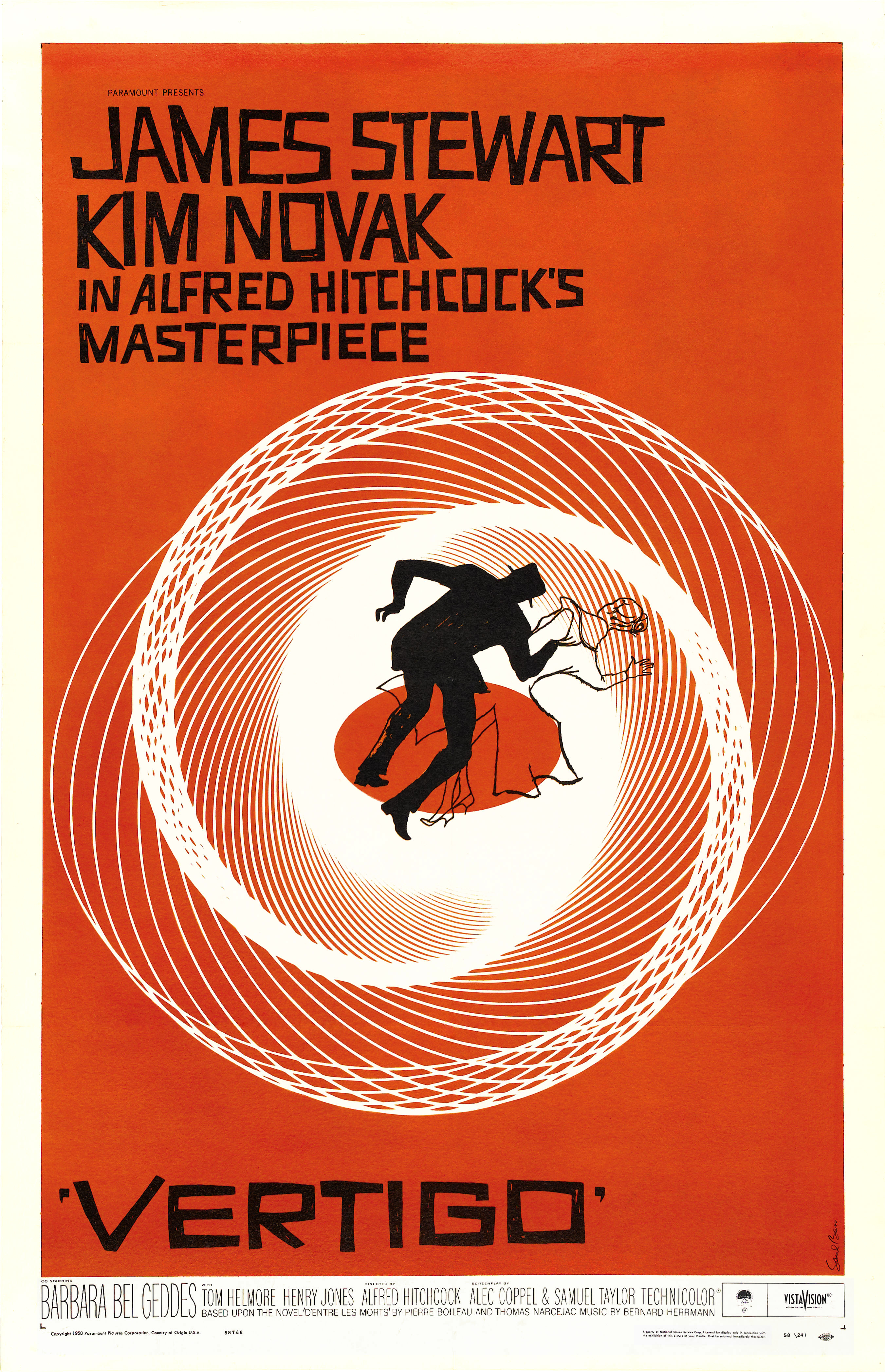
Affiche de Sueurs froides, un film qui a fortement influencé De Palma.

Brian De Palma souhaite ensuite adapter le livre de science-fiction L'Homme démoli d'Alfred Bester qui se déroule au XXIVe siècle et traite d'un monde où le meurtre a disparu grâce à la télépathie. Il s'agit d'un des livres préférés de son enfance. Sans être réellement intéressé par la télépathie, De Palma juge que la télépathie ou la télékinésie sont des thèmes qui peuvent permettre, au cinéma, de raconter une histoire avec « des images fortes. » Comme le budget d'un tel film ne lui permet pas de trouver facilement de producteur, il décide de commencer par réaliser un film moins ambitieux financièrement sur un thème proche pour prouver qu'il est capable d'en faire un succès. Il accepte la « meilleure offre » qu'on lui fait alors, celle de réaliser Furie, l'adaptation d'un roman de John Farris, ce qui constitue pour lui son « premier vrai film de studio. » Néanmoins Furie ne sera pas un succès suffisant pour convaincre de sa capacité à diriger un film aussi cher que son adaptation de L'Homme démoli et ce film ne sera jamais réalisé.
Brian de Palma passe ensuite un temps assez long sur un projet d'adaptation du livre de Robert Daley Prince of the City qui raconte l'histoire vraie de Robert Leuci, un policier de la brigade des stupéfiants de New York qui a dénoncé la corruption qui régnait dans sa brigade. Il envisage par ce film de faire en sorte que sa carrière ne soit pas cantonnée aux films de genres et de passer à des films hollywoodiens différents de ceux qu'il a fait jusque-là. Il passe beaucoup de temps avec Leuci et est fasciné par la séduction qu'il exerce ainsi que par le sentiment de culpabilité qui le dévore. Il souhaite qu'il soit incarné à l'écran par John Travolta, qu'il avait pratiquement fait débuter dans Carrie et dont il estime le charme nécessaire pour faire accepter au spectateur les actes du héros et écrit le scénario avec David Rabe (en). Finalement Brian De Palma sera « débarqué du projet » par la production Orion Pictures, ce qui le rend « fou de rage ». Le film Le Prince de New York est finalement réalisé par Sidney Lumet. Les recherches qu'il a faites pour ce film lui serviront pour Blow Out : c'est d'elles que vient le flash back du film où le personnage principal travaille pour la police. En outre, le sentiment de culpabilité éprouvé par Leuci servira le personnage qu'incarne Travolta.
À la fin de l'écriture du Prince de New York, dans un moment de frustration où il sent que le projet patine, il écrit d'une traite « sur [sa] table de cuisine » le scénario d'un nouveau thriller, Pulsions, qui sortira en 1980. L'idée lui est venue en voyant à la télévision des talk-show sur les personnes trans, émissions relativement courantes à l'époque, qui l'ont fait s'intéresser au sujet et lire tout ce qu'il pouvait sur ce thème. Le scénario intéresse plusieurs sociétés de productions, ce qui permet à De Palma de le vendre 200 000 dollars, une forte somme pour l'époque et de réaliser le film assez vite.
Alors qu'il est pressenti pour diriger Flashdance, il réalise un nouveau thriller intitulé Blow Out. Le film, très influencé par Blow-Up de Michelangelo Antonioni et Conversation secrète de Francis Ford Coppola, s'inspire de l'Accident de Chappaquiddick pour raconter l'histoire d'un preneur de son qui détient la preuve que l'accident qui a coûté la vie d'un homme politique est en fait un meurtre. Contrairement à d'autres thrillers politiques tels que Les Trois Jours du Condor ou À cause d'un assassinat, De Palma ne cherche pas à narrer « le combat de l'individu contre une corporation » mais à montrer le cynisme qu'il peut y avoir à vouloir prouver la vérité à tout prix : le personnage principal du film, incarné par Travolta, va jusqu'à mettre en danger la femme qu'il aime pour tenter de faire admettre sa théorie, théorie qui ne pourra jamais être dévoilée au public. À la fin du film, tout ce qu'il restera de l'affaire sera le cri de l'héroïne, dérisoirement utilisé dans un film de série Z. Cette vision très sombre s'explique d'une part par l'environnement familial du réalisateur, « un environnement scientifique […] où le facteur humain était négligeable », ainsi que par sa vision de la politique. Ainsi, pour De Palma, le communisme, la Guerre du Viêt Nam ou la théorie des dominos n'étaient au départ que des idées, des théories qui, mises en application, ont provoqué la mort de millions de personnes. Le film est important échec commercial qui affecte profondément Brian De Palma car il s'agit d'un film qui lui tient à cœur tant il est possible de voir comme il ressemble au réalisateur : technicien, scientifique et habillé d'une veste similaire à celle que Brian de Palma porte ordinairement. Cet échec vient notamment de la « nature hybride du film », à la fois film politique et film d'action, qui a désarçonné le public et une partie de la critique.
Malgré cet échec, Brian De Palma souhaite de nouveau réaliser un film politique : il travaille alors sur Act of Vengeance, un scénario qu'il juge « formidable » de Scott Spencer, et qui traite du meurtre du syndicaliste Joseph Yablonski (en). Il y travaille une bonne partie de l'année 1982 et tente de le faire financer assez longtemps par la suite, mais aucun producteur ne souhaite s'engager sur un sujet aussi politique et au potentiel commercial aussi faible. En 1985, il dira avoir essuyé 27 refus pour ce projet. Act of Vengeance (en) sera finalement réalisé pour la télévision par John Mackenzie en 1986 avec Charles Bronson.

### Consécration (1983-1987)
En 1983, il revient au film noir avec Scarface, remake du film homonyme de Howard Hawks sorti en 1932. Dans ce film écrit par Oliver Stone, Al Pacino incarne le personnage de Tony Montana, qui marquera de nombreuses générations.
Brian De Palma réalise ensuite Body Double. S'il s'agit de nouveau d'un film inspiré par Alfred Hitchcock, il arrive dans la carrière de De Palma à un moment où il lui semble avoir suffisamment appris des manières de faire du maître et où il pense avoir trouvé son propre style. Se sentant à la fin d'un cycle qu'il ne juge pas profitable de poursuivre, il pense tout d'abord produire le film et le faire réaliser par un jeune réalisateur, Ken Wiederhorn, avec qui il commence à travailler, mais la Columbia Pictures lui fait abandonner cette collaboration en l'informant qu'elle ne financera le film que si De Palma le réalise lui-même.
À cette époque, il réalise le seul véritable clip de sa carrière, celui de la chanson Dancing in the Dark de Bruce Springsteen. Les vidéoclips ne l'intéressent pas vraiment, pour lui ce ne sont jamais que de la publicité c'est pourquoi il n'en tournera pas d'autres,. Il recycle dans celui pour Springsteen une idée qu'il avait eue pour un de ses projets abandonnés : Fire, un film qu'il avait écrit à partir de l'histoire du groupe de musique The Doors. Comme il n'a pas réussi à obtenir les droits des chansons du groupe, le scénario a été réécrit pour en faire un film qui parle du processus de création, « une sorte de version rock'n roll des Chaussons rouges ». Le rôle principal devait être tenu par John Travolta et le film devait raconter l'histoire d'un journaliste qui enquêtait sur une star disparue dans un accident d'avion, pour découvrir que ce chanteur était vivant et se cachait en Amérique du Sud. Le film comportait trois points de vue différents sur le même personnage.
Brian De Palma revient ensuite dans l'univers des gangsters avec la comédie Mafia Salad, qui sort en 1986 aux États-Unis mais pas en France. Le réalisateur qualifiera ce film de « pire expérience de sa carrière. ». Mafia Salad a en effet souffert d'un changement d'équipe dirigeante survenu dans le studio qui devait le produire avant son tournage. Les nouveaux responsables n'étaient pas intéressés par le film et souhaitaient annuler sa production. Le réalisateur insista pour le faire malgré tout, car il désirait travailler avec Danny DeVito, mais il considère en 2013 avoir eu tort : il aurait dû accepter d'être payé sans faire le film, comme le studio le lui avait proposé, car la production n'a pas permis que le film eût une exploitation correcte.
Il renoue avec le succès en 1987 avec Les Incorruptibles. Le film, qui marque ses retrouvailles avec Robert De Niro, chargé d'incarner Al Capone, révèle Andy Garcia et est un des premiers succès publics de Kevin Costner. Sean Connery obtient quant à lui l'Oscar du meilleur acteur dans un second rôle lors de la 60e cérémonie des Oscars.
Grâce aux succès de Scarface et surtout des Incorruptibles, De Palma s'impose comme une personnalité majeure du cinéma américain des années 1980.

### Confirmation en demi-teinte (1988-1998)

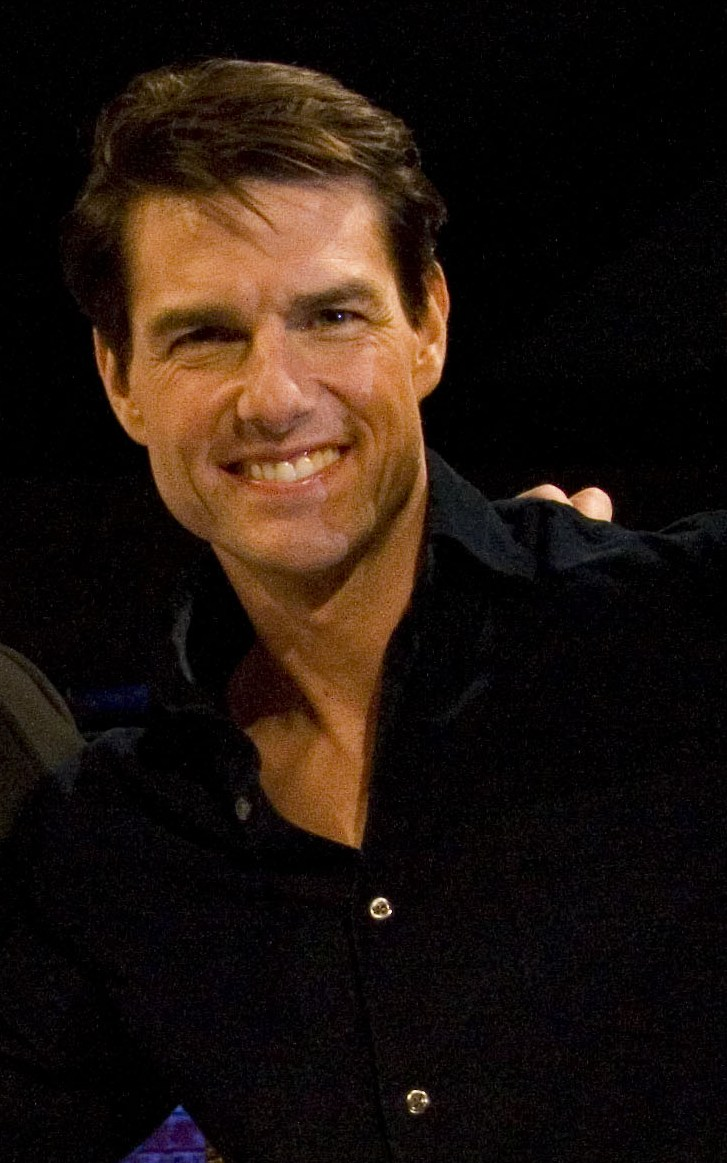
Tom Cruise, qui confie à Brian De Palma le projet Mission impossible.

En 1989, il change de registre avec le film de guerre Outrages, d'après le roman Casualties of War de Daniel Lang qui relate le viol et le meurtre d'une jeune paysanne vietnamienne en 1966 par des soldats américains. Il y dirige de jeunes acteurs en vogue : Michael J. Fox et Sean Penn. Mais le film ne rapporte que 18 671 317 $ aux États-Unis pour un budget de 25 500 000 dollars. Son film suivant, Le Bûcher des vanités, connait le même sort en 1990. Avec son budget de 47 millions de dollars, le film est l'un des plus grands échecs de la Warner avec seulement 15 691 192 dollars de recettes américaines, malgré la présence de stars comme Tom Hanks, Bruce Willis, Melanie Griffith et Morgan Freeman. Il revient alors au thriller avec le plus modeste L'Esprit de Caïn en 1992, dans lequel John Lithgow incarne un père de famille schizophrène.
En 1993, il tourne L'Impasse. Il accepte de lire le scénario sur l'insistance d'Al Pacino et du producteur Martin Bregman qui travaillent sur ce projet depuis plusieurs années. Brian De Palma se retrouve dans le personnage principal du film, Carlo Brigante, un homme mort qui se demande comment il a pu en arriver là et revoit les événements qui l'y ont conduit. De Palma est en effet en pleine « crise de la cinquantaine » : il vient de se marier, d'avoir un enfant et de divorcer en l'espace de deux ans. Il estime être incapable de concilier sa carrière et sa vie privée, alors que ses amis y arrivent, et il s'interroge sur sa vie. Ce film noir est un échec relatif au vu de son budget, totalisant 63 848 322 $ de recettes mondiales pour un budget d'environ 30 000 000 $. Le film ne rencontre pas le succès dans les salles françaises avec seulement 274 966 entrées.
Après ce film, Brian De Palma cherche à tourner un film intitulé Ambrose Chapel (du nom de l'église où l'enfant est séquestré dans L'Homme qui en savait trop d'Alfred Hitchcock) inspiré par l'histoire d'Un crime dans la tête, où une femme est « conditionnée » à commettre un meurtre par quelqu'un qui lui fait voir le film d'Hitchcock. L'histoire se serait déroulée à Mexico, une ville que le réalisateur trouve fascinante. Le film ne trouve pas de financement.
À la suite de l'échec commercial relatif de L'Impasse et de films comme Outrages ou Le Bûcher des vanités, Brian De Palma doit réaliser un film à succès pour reprendre du pouvoir et assurer son avenir dans le cinéma américain. Il quitte donc son agent, Marty Bauer, pour travailler avec Michael Ovitz chez Creative Artists Agency. Ovitz lui propose le projet d'adaptation cinématographique de la série télévisée des années 1960-70 Mission impossible. C'est Tom Cruise, que De Palma a rencontré chez Steven Spielberg, qui aurait eu l'idée de lui confier ce projet. Brian De Palma n'a jamais regardé la série mais il désire depuis longtemps mettre en scène un film d'espionnage qui se déroulerait en Europe. L'espionnage est en effet un thème qui lui convient bien, car il aime tourner des scènes de filature et montrer des personnages qui en épient d'autres. Il commence à travailler sur le scénario au début de l'année 1994 en faisant intervenir Steven Zaillian au scénario pour le premier traitement puis David Koepp, le scénariste de L'Impasse.
Le film se tourne en mars 1994 et la postproduction se termine au printemps 1995, ce que Brian De Palma juge « interminable. » Mission impossible est le film de sa carrière où De Palma jouit de la plus grande liberté. Tom Cruise produit le film et le studio de production est tellement persuadé de sa réussite commerciale future qu'il est possible au réalisateur de retourner certaines scènes si le réalisateur estime qu'elles ne sont pas réussies ou qu'elles doivent être faites différemment. Néanmoins, même dans ces conditions, il estime ne pas avoir « fait n'importe quoi », restant toujours attentif à la manière dont l'argent est dépensé sur un de ses films. Mission impossible est un immense succès international avec 456 478 184 $ de recettes mondiales. Tom Cruise reprendra plusieurs fois son rôle de l'agent Ethan Hunt avec d'autres réalisateurs.
La réalisation du film The Truman Show lui est un moment proposée mais il est écarté du projet car il désapprouve le choix de Jim Carrey comme acteur principal, auquel il préférait Tom Hanks.

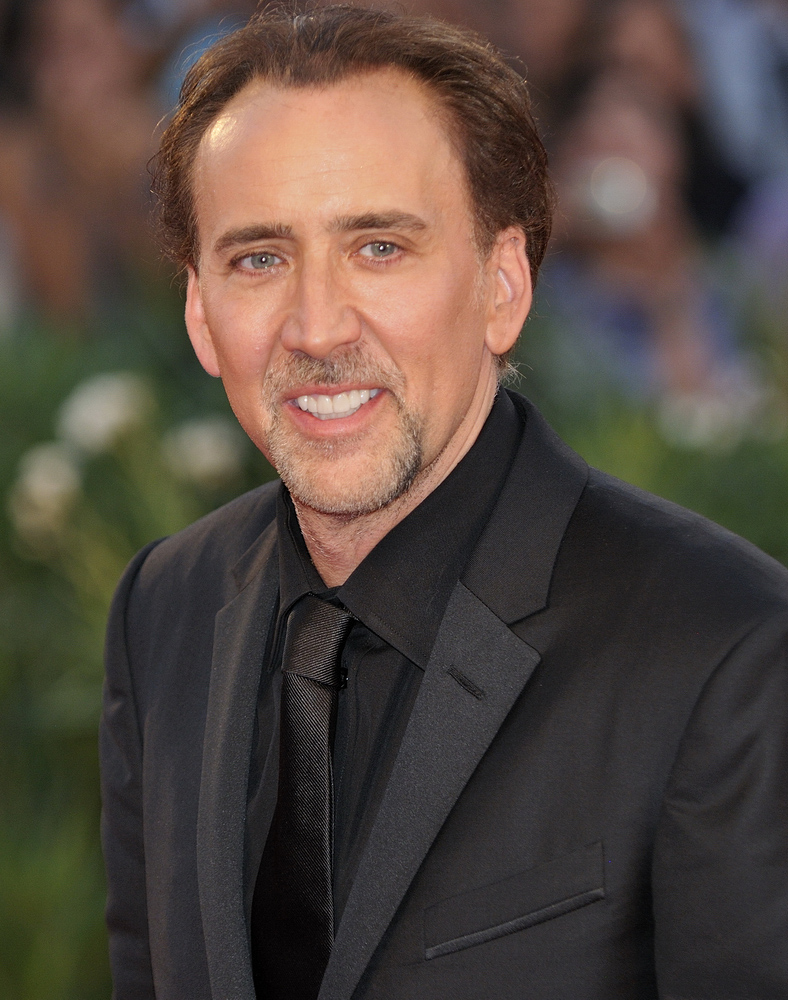
Nicolas Cage (ici en 2009) avec qui Brian De Palma a tourné Snake Eyes et qui devait jouer dans sa biographie d'Howard Hughes.

Après le succès de Mission impossible, Brian De Palma et le scénariste David Koepp souhaitent retravailler ensemble. Le scénariste a l'idée d'un crime qui serait vu de plusieurs points de vue différents, idée qui a « toujours intéressé » Brian De Palma. Il y adjoint un personnage de « méchant » inspiré d'Howard Hughes, sur qui il a commencé à se documenter pour un projet de biographie : un homme qui pour négocier ses contrats emmenait les représentants du Ministère de la Défense à Las Vegas, « dans un tourbillon de fêtes et de filles. » Il situe l'action à Atlantic City, une ville qu'il a fréquentée dans sa jeunesse et qu'il a vu s'enlaidir terriblement avec l'arrivée des casinos, dégradation dont il veut témoigner. C'est ainsi que naît le film Snake Eyes, avec Nicolas Cage et Gary Sinise, qui sort en 1998.
Il doit ensuite réaliser Nazi Gold en 1999, film qui ne sera finalement pas tourné. Le scénario, écrit avec Jay Cocks, s'inspire du film institutionnel Show Me a Strong Town and I'll Show You a Strong Bank que De Palma a réalisé en 1966. Voyant comme les portes s'ouvraient devant l'inspecteur du département du trésor qu'il suivait, a fortiori parce qu'il était accompagné d'une équipe de tournage, Brian De Palma a l'idée de raconter l'histoire de cambrioleurs qui volent une banque suisse en tournant un film publicitaire sur cet établissement. Ils dérobent ainsi l'or que les nazis ont pris aux juifs durant la Seconde Guerre mondiale. De Palma commence par signer un contrat de près de dix millions de dollars avec la Metro-Goldwyn-Mayer mais le projet sera finalement abandonné à cause de divergences avec la production, les dirigeants du studio ayant changé après la signature du contrat. Brian De Palma essaye de trouver d'autres financements, y compris à l'étranger, en tentant notamment de proposer une distribution attractive pour le film, mais ses efforts sont vains. Il estimera par la suite que cet échec serait venu de la réticence qu'ont en général les studios envers les films abordant le thème de la Shoah.
Brian De Palma développe à la fin des années 1990 une adaptation de la vie d'Howard Hughes qu'il souhaite tourner avec Nicolas Cage sur un scénario de David Koepp. L'histoire y serait vue à travers les yeux de Clifford Irving, l'auteur d'une biographie fictive de Hughes qu'il a fait passer pour vraie,. Le projet est vendu à Touchstone Pictures qui décide finalement de l'abandonner. Le réalisateur trouve un autre financement, mais Nicolas Cage ayant de nombreux projets sur lesquels il s'est engagé de manière ferme, il ne peut donner un accord définitif sur celui-ci. Le réalisateur décide d'attendre que l'acteur soit libre pour tourner ce film. Il semble que le projet ait été abandonné après la biographie de la vie de Hughes tournée par Martin Scorsese, Aviator.

### Échecs successifs (1999-2007)

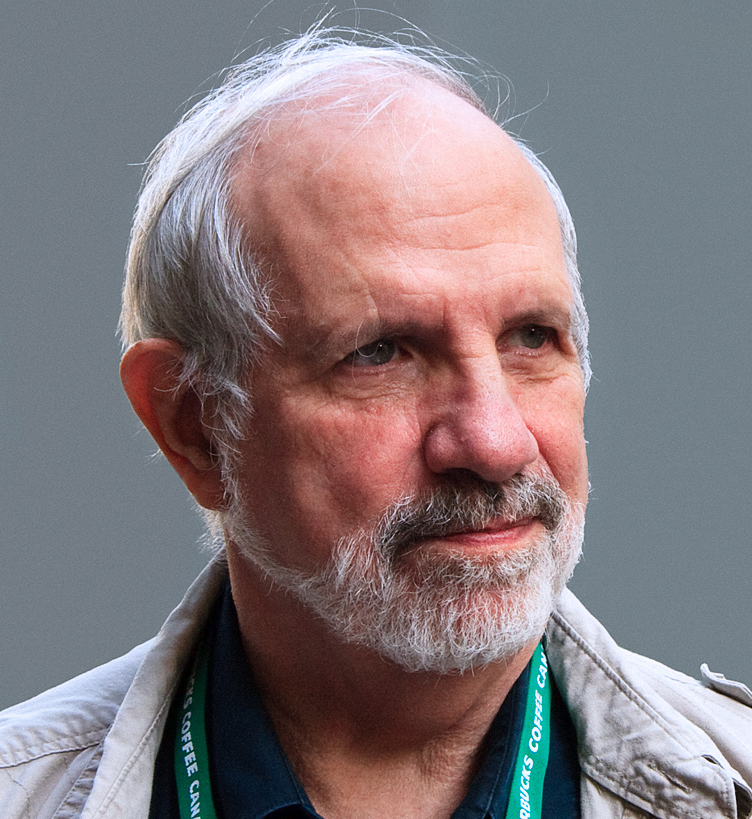
Brian De Palma au festival international du film de Toronto en 2009.

Après le désistement de Gore Verbinski, Brian De Palma accepte de se lancer pour la première fois de sa carrière dans la science-fiction en 2000 avec Mission to Mars, film inspiré par le projet Mars Direct de la NASA.[réf. nécessaire] Il subit durant la post-production du film de fortes pressions des studios Disney qui veulent notamment l'obliger à terminer son film avant Planète rouge, un film concurrent sur un thème proche. Le cinéaste est épuisé par la supervision des nombreux effets spéciaux de son film et, alors qu'il avait jusqu'ici toujours réussi à garder la maîtrise de ses œuvres, y compris pour ses films de commande, il voit pour la première fois cette maîtrise lui échapper. Il « ne parvient pas à s'approprier la commande initiale » et la dernière partie du film est « esthétiquement et scénaristiquement bâclée. » Sentant qu'il perd son affrontement avec le studio, il quitte les États-Unis après la projection de la première copie de Mission to Mars.
Mission to mars n'est pas très bien reçu par la critique et par le public, tout comme Femme Fatale, que Brian De Palma tourne deux ans plus tard entre Paris et Cannes, avec de nombreux acteurs français autour d'Antonio Banderas et de Rebecca Romijn.
Malgré ces échecs, il revient au cinéma quatre ans plus tard avec le film noir Le Dahlia noir, adapté du best-seller éponyme de James Ellroy lui-même inspiré du meurtre d'Elizabeth Ann Short. Le film est éreinté par les critiques américaines et françaises et ne totalise que 49 305 248 $ de recettes dans le monde pour un budget de 50 millions de dollars.
En 2007, souhaitant travailler en numérique, il réalise le film Redacted. Il s'inspire de journaux intimes filmés postés sur YouTube par des soldats pour raconter la guerre d'Irak. Ce film engagé, dénonçant le pouvoir médiatique et la manipulation des images, est selon lui le prolongement d'Outrages. Malgré un Lion d'argent du meilleur réalisateur à la Mostra de Venise 2007, c'est un échec important pour Brian De Palma, qui est de plus vivement critiqué dans son pays, notamment pour l'image qu'il présente de l'armée américaine.

### Retour hors d'Hollywood (2012-)
Longtemps absent des plateaux de tournage, il débute à Berlin en mars 2012 le tournage de Passion, remake de Crime d'amour d'Alain Corneau. Le long-métrage est une coproduction européenne, et marque non seulement la volonté du cinéaste de s'éloigner du système hollywoodien, mais également, de par son sujet et son ton, d'opérer un retour aux sources. Il livre ainsi un thriller érotique noir et esthétisant, présenté en compétition officielle à la Mostra de Venise 2012, et sorti en France en février 2013. Malgré la présence de l'américaine Rachel McAdams en tête d'affiche, c'est un échec commercial. Les critiques européennes sont encore une fois plus indulgentes que les américaines.
Alors qu'il devait réaliser Joker avec Jason Statham, il est annoncé en 2013 sur le projet Happy Valley, un film biographique sur l’entraîneur de football américain Joe Paterno, au cœur d'un scandale sexuel à l'Université d'État de Pennsylvanie en 2011 dont le rôle serait tenu par Al Pacino. Cependant, en 2014, c'est le film Retribution qui est annoncé comme étant à la recherche de financement, toujours avec Al Pacino dans le rôle principal. Il s'agit d'un remake du film belge La Mémoire du tueur sorti en 2003. Le 9 novembre 2015, le magazine Variety annonce qu'il aurait accepté de mettre en scène Lights Out, un thriller d'action qui serait tourné et produit en Chine.
Son film suivant est finalement une autre coproduction européenne, Domino : La Guerre silencieuse, qui sort en 2019. Le projet, qu'il accepte afin de pouvoir à nouveau « explorer une narration visuelle », est touché par de gros problèmes de financement et se révèle être l'expérience la plus difficile de toute sa carrière. Sans son accord, les producteurs montrent une version inachevée aux organisateurs du Festival de Cannes afin de présenter le film lors de l'édition 2018. Une fois la sélection refusée, les prises de vues reprennent et le tournage est achevé à la fin du mois de mai 2018. Le film sort l'année suivante, principalement en vidéo à la demande, et reçoit un accueil critique pour le moins négatif.
En mai 2018, il publie son premier roman, Les serpents sont-ils nécessaires ?, écrit avec sa compagne Susan Lehman et publié en France dans la collection Rivages/Noir.

### Vie privée

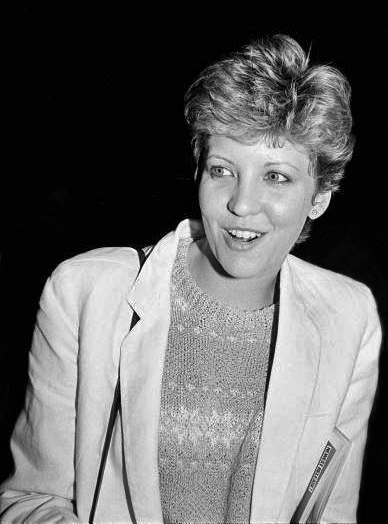
Nancy Allen en 1984, un an après la fin de son mariage avec Brian De Palma.

Brian De Palma a été le compagnon de l'actrice Margot Kidder après qu'il s'est installé à Hollywood en 1972. Il la fait jouer dans Sœurs de sang. Il a ensuite été marié de 1979 à 1983 à l'actrice Nancy Allen, qui a joué dans plusieurs de ses films (Carrie, Home Movies, Pulsions et Blow Out). Il estime qu'ils ont « fait trop de films ensemble », ce qui a rendu difficile leur vie de couple. Leur dernier film est Blow out, dont elle tient le rôle principal grâce à l'insistance de John Travolta qui souhaite rejouer avec elle. Si De Palma estime qu'elle « n'a jamais été aussi bonne » que dans ce film, le tournage est difficile pour le couple et ils divorceront peu après.
Par la suite, il épouse, en 1991, la scénariste et productrice Gale Anne Hurd avec qui il a un enfant, Lolita De Palma, née en 1991, et dont il divorce moins de deux ans après leur mariage. Entamant alors sa « crise de la cinquantaine » il se demande pourquoi il est incapable de concilier carrière et vie privée.
Il est ensuite marié, de 1995 à 1997, à l'actrice Darnell Gregorio avec qui il a une autre fille, Piper De Palma, née en 1996.
Au début des années 2000, il vit quatre ans avec la chanteuse Elli Medeiros rencontrée au Festival du film policier de Cognac en avril 2000. C'est en allant avec elle présenter Mission to Mars au Festival de Cannes 2000, alors qu'elle portait des bijoux de prix et était protégée par des gardes du corps, qu'il a eu l'idée du vol de bijou de son film suivant, Femme fatale. C'est Elli Medeiros qui a dessiné le bijou qu'on voit dans ce film.
Il rencontre, dans un festival, le réalisateur français Régis Wargnier avec qui il devient ami (De Palma le fera d'ailleurs tourner comme acteur dans son propre rôle pour Femme fatale). Durant les années 90, c'est Wargnier qui lui présente Emmanuelle Béart alors héroïne de son film Une femme française. C'est après avoir vu le film que De Palma engage la comédienne pour Mission : Impossible.
Il est ami avec de jeunes cinéastes : Wes Anderson, Noah Baumbach et Jake Paltrow. Il a déclaré chercher à vivre sans « [s']isoler de la réalité ». Même s'il gagne beaucoup d'argent, il estime qu'en tant qu'artiste il doit avoir une vie normale et prendre notamment le métro comme la plupart des gens. À part une « parenthèse » à Hollywood, il habite Greenwich Village depuis plus de quarante ans.
Brian De Palma a la réputation d'être systématiquement habillé d'un pantalon et d'un blouson long, tous deux marron-beige. Devant s'habiller en costume-cravate lorsqu'il était lycéen, il apprécie de porter ce blouson, ou veste de safari, qui lui permet d'affiner sa silhouette. C'est une veste de même type qu'il fait porter à John Travolta, dans son film Blow Out.

## Méthodes de travail

### Scénarios

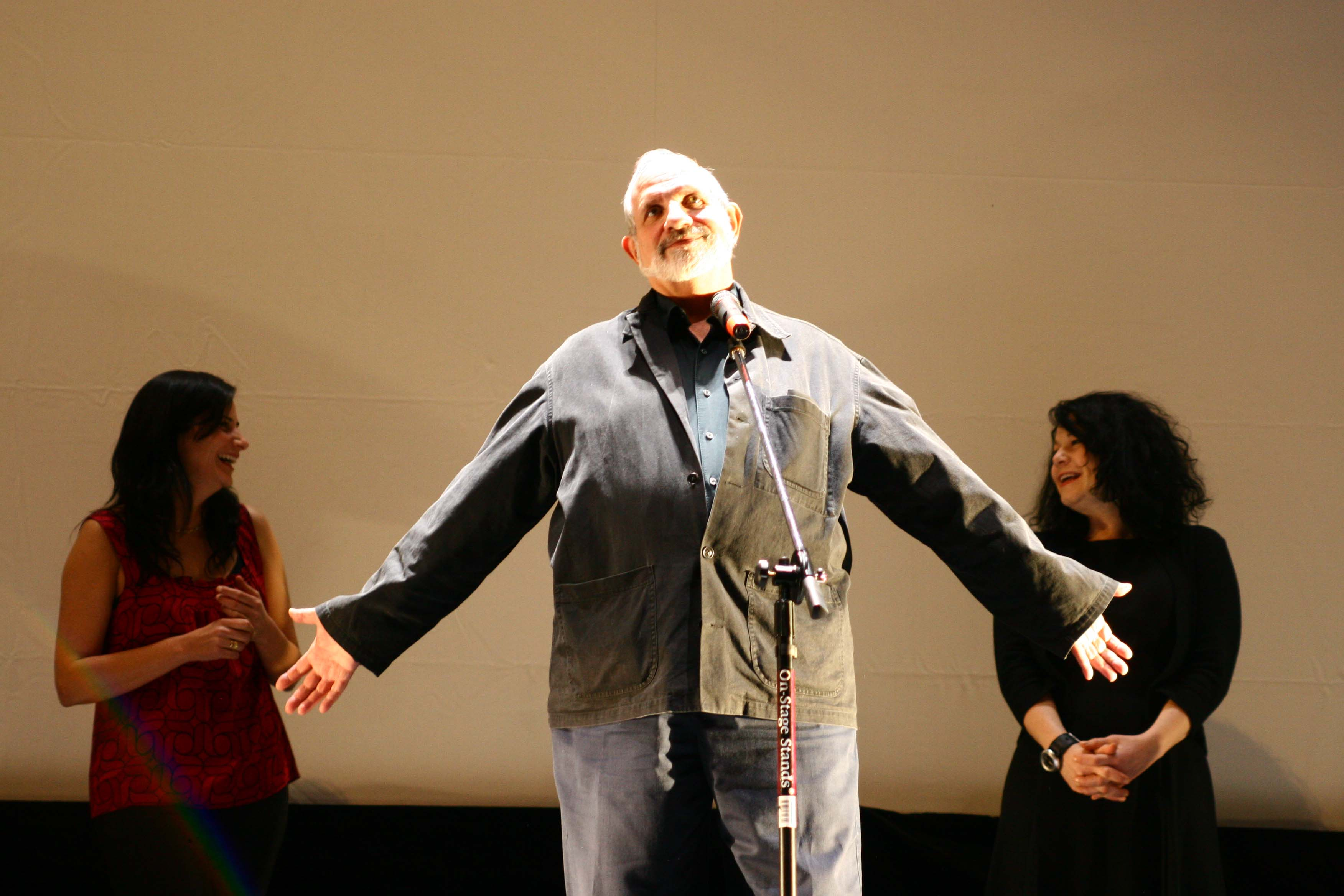
Brian De Palma en 2008.

Brian De Palma travaille quotidiennement à l'écriture de scénarios. Il écrit beaucoup de scénarios qu'il juge inaboutis et ne cherche même pas à faire produire, s'arrêtant au bout de 20 à 40 pages. Il lui arrive aussi régulièrement, après avoir travaillé au développement d'un projet pendant plusieurs années, de ne plus avoir envie de le mener à bien lorsqu'il devient possible de le tourner.
La carrière de De Palma est jalonnée de projets qu'il n'a pas pu réaliser. Parmi ceux-ci figure, écrit bien avant de réaliser Scarface, un remake actualisé du Trésor de la Sierra Madre où la cocaïne vient remplacer l'or. Il a aussi envisagé d'adapter le roman Congo en y travaillant avec son ami Steven Spielberg qui l'aurait produit mais le projet a été retardé puis abandonné,.
Il juge que si le scénario de Pulsions a été simple à écrire, c'est parce qu'il venait des idées de deux scénarios inaboutis qu'il avait délaissés.
Brian De Palma n'aime pas particulièrement terminer un film sur une scène spectaculaire, jugeant notamment en 2014 que ce type de fin « est devenu la norme. » Il pense que la fin d'un film doit fonctionner avec tous les éléments développés dans le film, aussi bien les émotions qu'il dégagent, et que c'est une chance de trouver une bonne fin.

### Mise en scène et travail avec la production
Brian De Palma déclare avoir eu peu d'affrontement avec ses producteurs, considérant qu'il faut voir le producteur comme un allié et qu'il faut savoir travailler avec lui au lieu de perdre du temps en s'y opposant de manière stérile, et savoir être persuasif. Il estime en 2013 avoir dû batailler contre ses producteurs seulement dans un cas précis : sur Carrie au bal du diable où un des producteurs voulait rajouter des paroles écrites par son épouse sur la musique de la séquence de la douche au début du film, ce qui aurait rendue la scène « ridicule ». Il estime aussi qu'il arrive régulièrement que la production fasse des demandes qui ne vont pas dans le sens du film, comme sur Le Dahlia noir lorsque Universal Pictures a longuement demandé que le meurtre soit placé plus tôt dans le film, ce qu'il a refusé avec persévérance, considérant que l'histoire devait d'abord voir se développer la relation entre les deux personnages principaux.
De Palma ayant commencé sa carrière par des films à petit budget, il a pris l'habitude de très minutieusement préparer ses tournages à l'avance, en particulier en travaillant avec un story-board précis ou préparant ses cadrages avec un logiciel d'architecture. Il garde aussi de ses débuts une certaine faculté d'adaptation, sachant improviser quand ce qu'il a prévu ne fonctionne pas. Pour mettre en place une scène il déclare qu'il faut « savoir s’adapter, trouver où placer la caméra et les acteurs pour capturer l’espace, faire attention au temps, aux acteurs… » Une fois que c'est fait il faut arriver à créer ce qui n'arrivera qu'une fois devant la caméra : « le plan parfait de l’espace parfait au moment parfait ». Il estime qu'ainsi, la scène deviendra inoubliable pour le spectateur : la gare Grand Central Terminal évoque immédiatement son film L'Impasse à ses spectateurs, celle de Philadelphie le film Blow Out...
Sur les tournages, le cinéaste a la réputation d'être extrêmement concentré, « à tel point que les techniciens le prennent pour un autiste » selon son ami Régis Wargnier. Il n'est pas désagréable avec ses acteurs, ne semble jamais éprouver de stress et parle toujours avec calme.

### Techniciens

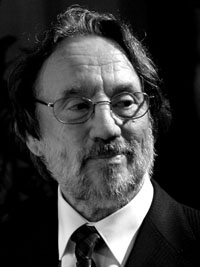
Vilmos Zsigmond en 2004.

En 2001, il a déclaré que les deux directeurs de la photographie avec qui il préférait travailler sont Vilmos Zsigmond et Stephen H. Burum car « ce sont eux qui [le] comprennent le mieux. » De Palma estime qu'avec Zsigmond ils ont « expérimenté » beaucoup de choses différentes ensemble.
Pour Passion, il travaille pour la première fois avec le chef opérateur de Pedro Almodóvar, José Luis Alcaine, de deux ans son aîné, qu'il choisit parce « [qu']il est de la vieille école » et qu'il sait « filmer les belles femmes. » De Palma regrette en effet que la capacité à sublimer la beauté d'une actrice se soit perdue au fil du temps alors qu'il lui semble que c'est une « question fondamentale » lorsqu'on fait un film.

### Casting et direction d'acteurs
Lors de ses premiers films, (The Wedding Party, Greetings, Hi, Mom !) Brian De Palma travaille en improvisant avec ses acteurs. Il estime que s'il s'agit d'une bonne technique de travail, elle demande beaucoup de temps et une bonne cohésion du groupe d'acteurs, cohésion qu'il n'est pas toujours possible d'obtenir d'un casting constitué de stars.
Brian De Palma estime qu'il est du devoir du réalisateur de s'adapter à ses acteurs. Ainsi, il ne fait pas de manière systématique peu ou beaucoup de prises. Redacted est par exemple un film où il y a eu tant de répétitions que « les acteurs pouvaient même jouer les scènes à l'envers », ce qui, selon lui, était rendu nécessaire par la structure même du film. À l'inverse, Scarlett Johansson souhaitant préserver une certaine fraîcheur, il ne la faisait pas répéter sur Le Dahlia noir. Dans L'Impasse, la difficulté a été que Sean Penn est un acteur qui a besoin de beaucoup de prises tandis que Al Pacino aime en faire peu. Néanmoins, en bon professionnel, ce dernier s'est adapté à son partenaire.
De Palma apprécie les acteurs physiques et « gracieux » : il juge que c'est une qualité d'Al Pacino, et aussi de Tom Cruise qui « court à merveille sur l'écran ».
Au fil du temps, Brian De Palma s'est entouré de nombreux acteurs avec lesquels il a travaillé à plusieurs reprises. Certains ont été découverts dans ses courts-métrages. C'est le cas de Jared Martin, son colocataire à l'université Columbia, qui joue dans le court-métrage, 660124: The Story of an IBM Card en 1961 ainsi que dans deux de ses premiers longs métrages, Murder à la mod et The Wedding Party. C'est aussi le cas de William Finley qui joue dans Woton's Wake et apparait dans sept films de Brian De Palma, étant même à l'origine de Dionysus in '69 : c'est lui qui a proposé au réalisateur de voir la pièce dans laquelle il jouait et que De Palma a décidé de filmer.

### Musiques de film

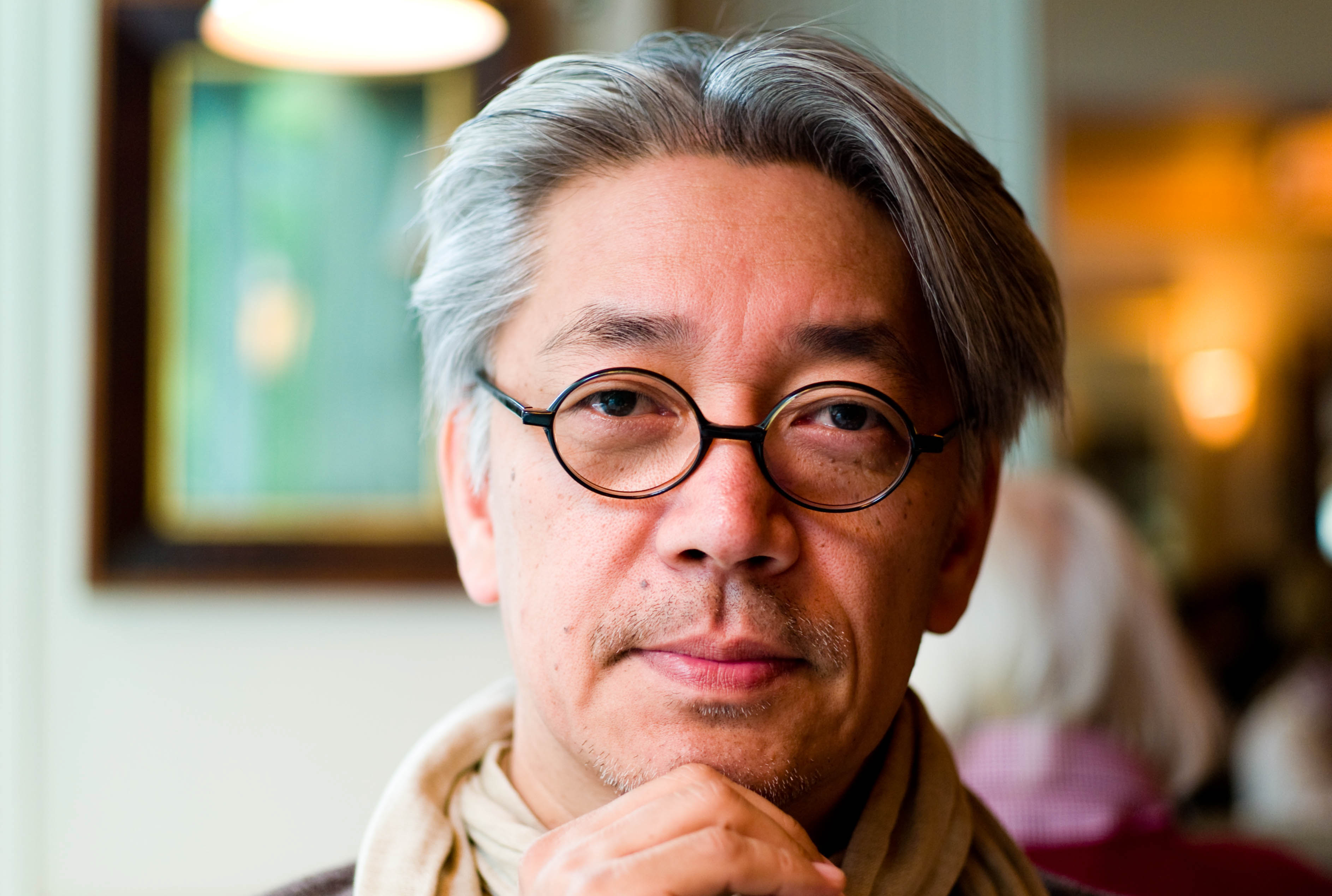
Ryūichi Sakamoto, compositeur des bandes-son de Snake Eyes et de Femme Fatale.

Brian De Palma a travaillé avec plusieurs compositeurs de renom pour ses films : Bernard Herrmann, Pino Donaggio, John Williams, Giorgio Moroder, Ennio Morricone, Ryūichi Sakamoto... L'une des rencontres les plus importantes qu'il a faites est celle de Pino Donaggio avec qui il travaille sur huit films et qui a pour lui « la sensibilité musicale exacte pour [ses] thrillers sensuels. » Il a une grande admiration pour la musique de Georges Delerue avec qui il regrette de n'avoir jamais pu travailler. Il a déclaré en 2013 qu'il y a d'autres compositeurs avec qui il aimerait collaborer mais qu'il est difficile d'arriver à ce qu'ils soient disponibles au moment voulu.
C'est De Palma qui choisit lui-même les compositeurs avec qui il travaille. Il fait attention à la bande originale des films qu'il voit dans les festivals afin de découvrir de nouveaux compositeurs. Il écoute aussi beaucoup de musique qu'il trouve dans le commerce pour s'en servir comme musique de film provisoire pendant le montage.
Brian De Palma travaille beaucoup avec ses compositeurs, se disant très exigeant lors de la composition. Il a « écouté toute [sa] vie de musique d'orchestre », il lui est donc naturel lors des séances d'enregistrement de demander des changements au compositeur si quelque chose ne lui plait pas. Lorsqu'il travaillait avec Bernard Herrmann il ne pouvait pas écouter la musique avant les enregistrements, le compositeur étant très sûr de ses choix et De Palma pouvant peu « négocier » avec lui. Avec les nouvelles techniques en musique, il est maintenant possible d'écouter des maquettes des compositions avant les enregistrements, ce qu'il fait par exemple couramment avec Sakamoto. Il est courant qu'il y ait beaucoup d'essais sur certains morceaux, même avec des grands compositeurs : cela a été le cas avec Morricone sur Les Incorruptibles où il a été difficile de trouver le thème principal.

## Analyse de l'œuvre

### Influences

#### Alfred Hitchcock

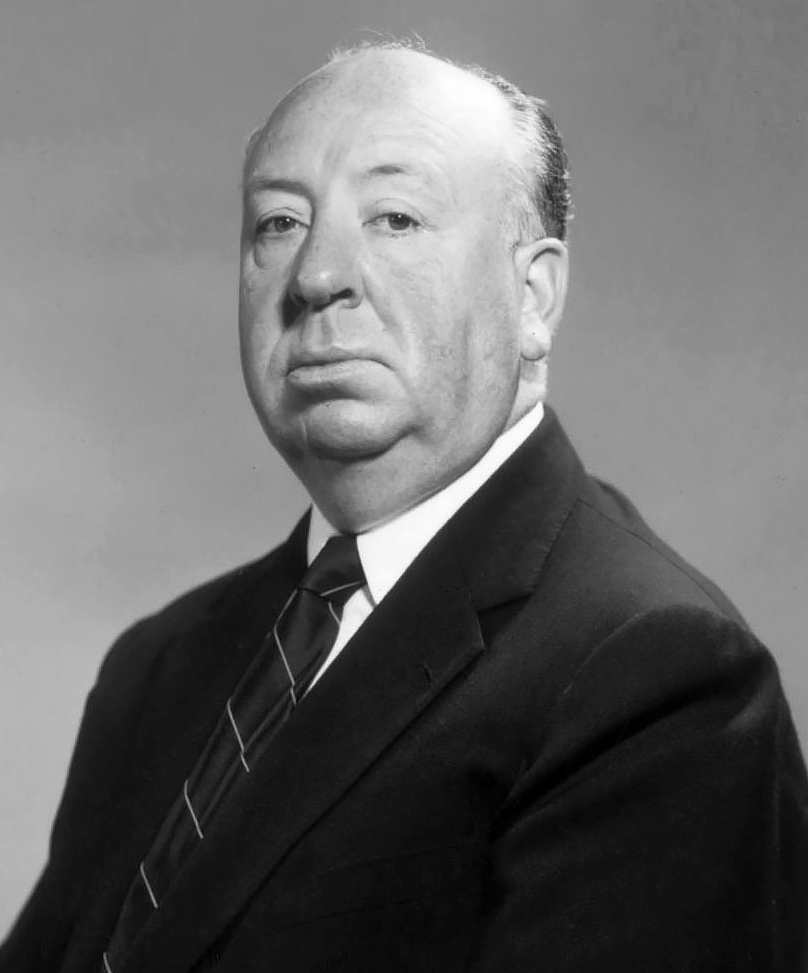
Alfred Hitchcock.

Brian De Palma découvre le cinéma d'Alfred Hitchcock durant ses études à Sarah Lawrence, à la fin des années 1950 et dans le début des années 1960, en particulier des films comme Sueurs froides (qu'il voit en 1958) ou Psychose. Sueurs froides restera pour lui un « film parfait » auquel il ne cessera de repenser par la suite. Au milieu et à la fin des années 1960, Hitchcock est réhabilité par la critique américaine qui jusqu'alors le voyait comme un réalisateur mineur. Elle suit ainsi la critique française et la politique des auteurs. Les films tardifs du cinéaste, comme L'Étau ou Le Rideau déchiré reçoivent alors des critiques enthousiastes ce qui donne à De Palma une impression de décalage : malgré son admiration pour Hitchcock, il sait qu'il s'agit de films mineurs du cinéaste.
Brian de Palma cherche dans plusieurs films à s'exprimer avec les idées de mise en scène de celui qu'il désigne comme un « artiste fondateur. » Il estime que Hitchcock est un grand formaliste, dont les inventions ont une extrême importance et qu'il est normal de l'étudier si on s'intéresse à la grammaire cinématographique, ce qui est son cas. Il a cherché à comprendre comment il travaillait en partant des mêmes idées et en y ajoutant les siennes propres : « c'était comme peindre d'après un vieux maître de la peinture. Vous apprenez de lui, vous regardez sa manière de faire et ensuite vous évoluez d'après son travail en ajoutant vos propres idées. » En 2001, il déclare être persuadé de connaître si bien le cinéma d'Hitchcock qu'il peut penser comme lui et savoir pourquoi il a choisi tel cadrage plutôt que tel autre.

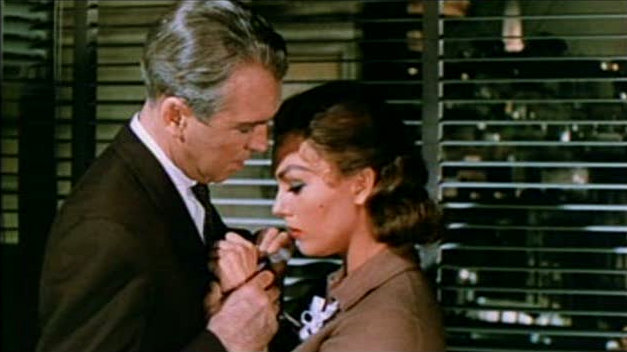
Scène de Sueurs froides : les personnages de Scottie (James Stewart) et Judy (Kim Novak).

Dans les années 1970, le cinéma américain connait une « crise générationnelle » : les maîtres qui ont fondé l'importance du cinéma américain tournent leurs derniers films. Brian De Palma, travaillant à cette époque, agit comme s'il voyait ce grand cinéma classique comme « déjà mort » et qu'il lui fallait effectuer un travail de deuil concernant ce cinéma. Il fait donc « revivre » ce cinéma classique dans des films « quasi mortifères » : Sœurs de sang, Obsession, Pulsions ou Body Double. Il agit un peu comme un cinéphile qui tenterait d'arrêter le temps en revoyant toujours le même film afin de revenir à l'émotion qu'il a ressentie à sa première vision. Il s'attache en particulier à Psychose et Sueurs froides qui sont des films qui ont pour thème le deuil et l'envie de recréer ou de garder ce qui est déjà mort : dans Psychose Norman Bates incarne sa mère, dans Sueurs Froides Scottie cherche à modeler Judy à l'image de Madeleine qui elle-même était fascinée par l'image de Carlotta. Il ne cherche pas à reprendre « les codes » de ces films, mais plus à s'en approprier les scènes, les décors et les personnages.
Sœurs de sang s'inspire donc de Psychose ; Obsession peut être vu comme « une version commentée » de Sueurs froides dont il reprend la structure scénaristique et Pulsions, quatre ans plus tard, travaille sur des scènes issues de Sueurs froides et de Psychose à partir desquelles il effectue des prolongements et des variations. La scène du musée est ainsi une reprise de celle où Madeleine venait regarder le portrait de Carlotta dans Sueurs froides, mais De Palma s'autorise le plan qu'Hitchcock ne réalisait pas : celui du plan de face sur le visage de la femme qui regarde le tableau, « [s']introdui[sant] symboliquement dans la scène d'Hitchcock. » Le meurtre reprend l'idée de Psychose, tuant une actrice connue qui incarne le personnage principal (ici Angie Dickinson, chez Hitchcock Janet Leigh) tôt dans le film, à un moment où le spectateur ne s'y attend pas. La scène de la douche (déjà « pastichée » dans Phantom of the Paradise) connait ici une variation : De Palma reprend plusieurs éléments que sont l'agression à l'arme blanche, le travestissement du tueur, la victime incapable de parler qui tend la main, avec la porte de l'ascenseur qui rappelle le rideau de douche. Mais Pulsions montre le couteau qui fend la peau de la victime, alors que chez Hitchcock ce contact était ellipsé.
Plusieurs éléments de Blow Out rappellent aussi Sueurs froides : la culpabilité du personnage principal concernant la mort d'un policier, le sauvetage d'une femme en train de se noyer, l'incapacité à sauver la femme aimée et la frustration qui en découle et même la présence d'une cloche dans la scène finale. Tout comme Scottie, le héros du film d'Hitchcock, Jack est « dépassé, enfermé dans une machination plus large. »
C'est ainsi que De Palma est considéré par de nombreux critiques comme l'héritier d'Alfred Hitchcock, tant pour son goût pour le suspense que par sa maîtrise du genre. C'est par exemple le cas du critique américain J. Hoberman (en) qui considère qu'Hitchcock est le « père spirituel à distance » de De Palma,. Néanmoins, certains ne voient en lui qu'un « disciple peu inventif et très superficiel » comme le critique Andrew Sarris (en), grand admirateur d'Hitchcock, qui, à la sortie de Pulsions, explique qu'il considère Brian De Palma non comme un imitateur du maître, mais bel bien comme un « voleur. » Ce que De Palma emprunte à Hitchcock manque pour lui de profondeur, car ces emprunts ne se marient pas avec la « facétie » et la distance créées par De Palma.
Brian De Palma n'a jamais rencontré Hitchcock, souhaitant garder de lui l'idée qu'il était un « maître » et non le réalisateur déclinant qu'il devenait durant le début de la carrière de De Palma.

#### Autres influences
Brian de Palma cite parmi les films qui l'ont influencé Les Chaussons rouges de Michael Powell. Dans Phantom of the Paradise la séquence où Anton Walbrook assiste au spectacle depuis sa loge est d'ailleurs directement inspirée de ce film. Les Chaussons rouges est pour Brian de Palma « le film parfait », à la fois « novateur » et « émouvant », une réussite de tous les points de vue et un des rares films qu'il connaisse par cœur au point qu'il peut s'en repasser chaque image mentalement. Il juge que c'est le plus grand film qu'il ait vu à traiter de la création artistique, le ballet y étant une « métaphore de toutes les œuvres artistiques. »
Il déclare aussi avoir été influencé par Stanley Kubrick, notamment par son utilisation du silence dans 2001, l'Odyssée de l'espace et sa façon de dilater le temps dans Barry Lyndon. Il n'aimerait néanmoins pas réaliser un film à la manière de Kubrick : pour lui, Kubrick répète la même idée formelle tout au long d'un film (les travelling de 2001..., les zoom de Barry Lyndon) ce qui est trop « austère » pour De Palma qui aime à cherche l'idée formelle la plus adaptée à chaque scène.
Durant ses études à Columbia, il est fasciné par le cinéma de Jean-Luc Godard. C'est l'époque de la Nouvelle Vague en France et ce cinéaste dont il voit les premiers films impressionne beaucoup le groupe d'étudiants dont fait partie Brian De Palma. Il est en particulier impressionné par les expérimentations de la filmographie de Godard qui va de 1958 à 1965, beaucoup moins par la suite de l'œuvre du réalisateur suisse. À cette époque, en dehors d'Hitchcock et de Powell, les metteurs en scène qu'il aime le plus sont surtout européens : Emeric Pressburger, David Lean, Luchino Visconti et les réalisateurs du Free Cinema anglais tels que Tony Richardson, Karel Reisz ou John Schlesinger.
Pour Blow Out, Brian De Palma s'inspire de deux films qui sont à l'époque parmi ses préférés : Blow-Up de Michelangelo Antonioni (auquel le titre du film se réfère) et Conversation secrète de Francis Ford Coppola. D'après lui, ces deux films, tout comme Blow Out, racontent des histoires spécifiquement cinématographiques, qui ne pourraient pas être racontées ailleurs qu'au cinéma. Il juge en 2001 que le film d'Antonioni, qui a été pour lui « une grande source d'inspiration » a « mal vieilli » car trop influencé par la mode des années 1960. À l'inverse il continue à revoir régulièrement celui de Coppola qui est pour lui l'un des meilleurs de son auteur malgré la présence « [d']une grosse arnaque dans le scénario » : la phrase entendue par le personnage principal change en effet de sens pendant le film. Néanmoins, comme selon lui la photographie du film est magnifique et le jeu d'acteur excellent, en particulier celui de Gene Hackman, le spectateur ne fait pas attention à ce problème.
Les thrillers de Brian De Palma sont particulièrement marqués par l'influence du giallo, qu'elle soit scénaristique ou esthétique (meurtres à l'arme blanche stylisés, assassins mystérieux vêtus de gants en cuir, voyeurisme, érotisme...),,,,.

### Style
Brian De Palma, en 2013, déclare qu'il est « essentiellement un styliste visuel » : « Moi ce sont les idées visuelles qui m'intéressent. Je cherche une façon visuelle de raconter une histoire. » Travailler pour la une série télévisée ne l'intéresserait pas car il considère qu'une série se base essentiellement sur le dialogue. Il trouve par exemple « particulièrement cinématographique » de filmer une personne qui en suit une autre, comme dans Body Double.

#### Première période
Les premiers films de Brian De Palma (The Wedding Party, Greetings, Dionysus in '69 et Hi, Mom!), tournés dans les années 1960, ont un style très différent de ceux de la suite de sa carrière. Ils sont selon leur auteur dans un style plus documentaire et plus proche du cinéma vérité car très influencés par l'aspect chaotique des années 1960.

#### Écrans divisés
Dans le début de sa carrière, Brian De Palma souhaite expérimenter tous les possibilités de filmage possible. C'est ainsi qu'il tourne Dionysus in '69 entièrement en écran divisé. Selon lui un choix stylistique de ce type doit être en rapport avec ce qu'il souhaite filmer. Ainsi, en voyant la pièce Dionysus in '69, il est fasciné par la juxtaposition entre la pièce et la manière dont les acteurs interagissent avec le public ; pour rendre ces deux niveaux, l'écran divisé lui semble la meilleure méthode. Il estime que ce procédé demande une grande préparation, car il oblige à réfléchir longtemps pour créer « une sorte de synthèse dans l'esprit de votre spectateur » et impose de tourner deux fois plus de plans. De Palma reprend ce procédé pour la scène de la destruction de la salle de bal dans Carrie au bal du diable mais il estime en 2001 que c'était une erreur, jugeant l'effet trop « méditatif » pour les scènes d'action. Il l'utilise ensuite dans Sœurs de sang, Phantom of the Paradise, Pulsions ainsi que dans Blow Out où De Palma ajoute cette fois des fondus à ce procédé. Dans ce dernier film, il reprend aussi d'autres procédés stylistiques qu'il a utilisés dans ses œuvres précédentes : les pièces vues en plongée, qui rappellent Get to Know Your Rabbit, ou la figure du panoramique circulaire d'Obsession, à laquelle sont ajoutées des boucles sonores.
Il ne se sert qu'avec parcimonie des écrans divisés dans la suite de sa carrière : « Plus on vieillit, moins on raffole de ce genre de gimmicks. On a tendance à revenir aux fondamentaux », déclare-t-il en 2001. Néanmoins, il réutilise l'écran divisé dans Femme fatale, en 2002.

#### La double focale
À partir d’Obsession, De Palma utilise presque systématiquement ce procédé technique permettant de créer deux profondeurs de champ au sein d'une même image, grâce à l'emploi d'une demi-bonnette. Cette technique lui est transmise par Vilmos Zsigmond, le chef opérateur d'Obsession, qui est devenu par la suite un collaborateur régulier de Brian De Palma.

#### Plans séquence et montage
À partir du documentaire Dionysus in '69, peu découpé, avec des plans dont certains peuvent durer jusqu'à huit minutes, Brian De Palma prend goût au filmage en plan longs. Il l'explique par une métaphore empruntée à Orson Welles : « c'est la meilleure manière de filmer la foudre lorsqu'elle tombe dans la bouteille. » En filmant en plan long on peut capter quelque chose qui n'a lieu qu'une seule fois. « Si vous parvenez à filmer un moment pareil dans tout son développement, alors vous aurez en votre possession un vrai bloc organique dont la force ne pourra jamais être recréée par des effets de montage. » L'émotion créée par le montage l'est pour De Palma « de manière artificielle » par manipulation du public et « mensonge ». Il estime qu'en choisissant de tourner ainsi il n'a néanmoins « pas inventé grand-chose » car Max Ophuls, Alfred Hitchcock ou Michael Powell ont tourné des plans séquences bien avant qu'il le fasse. La grande différence est que le filmage en steadicam qu'il a découvert sur Blow Out en 1981 lui permet de « chorégraphier la scène comme un ballet », sans avoir à abattre des murs sur les décors comme le faisaient ses aînés. Il juge en outre que la steadicam simplifie les longs plans où les mouvements de caméra sont compliqués et qu'elle donne un « effet de réel », permettant de faire ressentir au spectateur que ce qu'il voit se produit « pour de vrai. »
De cette manière de voir le montage comme une manipulation découle un motif qui revient régulièrement dans le cinéma de De Palma : le fait de voir et revoir plusieurs fois une scène traumatique afin d'y trouver un éventuel « bon point de vue », une image supplémentaire qui permettrait de comprendre la vérité de cette scène. Ce procédé apparaît pour la première fois dans Blow Out et il se retrouve par exemple dans Mission impossible et dans Snake Eyes. Cette idée est présente dès la séquence de l'enregistrement de Blow Out : à chaque changement de valeur de plan, un nouvel élément apparaît : « chez De Palma, chaque plan est immanquablement frustrant. Limité, élusif, le cadre masque forcément quelque chose, des informations viennent toujours à manquer. »
D'après Luc Lagier, cette recherche du « bon point de vue » trouverait sa source dans l'assassinat de John F. Kennedy et le film de l'attentat tourné par Abraham Zapruder. Le film de Zapruder est cité dans Greetings : il obsède un des personnages principaux au point qu'il devient fou à force de l'analyser. Il semble que ce document « hante » aussi le cinéma de De Palma. Ce film de quelques secondes est frustrant à plus d'un titre : il est muet, ce qui fait que le spectateur comprend à retardement que le coup de feu a eu lieu (avec le son, il s'en apercevrait immédiatement) et il n'a qu'un unique point de vue, filmant toujours la voiture sans se retourner par exemple vers là d'où pourrait venir le coup de feu. En outre, après l'attentat, il a été réquisitionné par la Commission Warren et n'a été délivré à la presse qu'avec plusieurs coupes quasi imperceptibles. Or chez De Palma, « la coupe de montage est un stimulateur de paranoïa » : dès qu'il y a une coupe, il peut s'être passé quelque chose entre les deux plans, y avoir une ellipse ou un mensonge. C'est par exemple ce qui arrive dans un des films préférés de Brian De Palma, Sueurs froides quand Scottie, le personnage principal, poursuit Madeleine qui grimpe dans le clocher, la trappe se referme derrière elle. Il la voit ensuite tomber dans le vide. Entre les plans, dans la coupe, Madeleine a été remplacée par celle dont elle joue le rôle. Scottie doit donc, comme le feront de nombreux personnages de De Palma, comprendre ce qui s'est passé pendant la coupe. Cette « paranoïa » relative au montage est en lien avec la société américaine des années 1960 et 1970 et le traitement télévisuel de la guerre du Viêt Nam : après qu'ils ont laissé montrer à la télévision des images traumatisantes de cette guerre, telle la photo de l'enfant Phan Thị Kim Phúc brûlée au napalm, engendrant des réactions négatives du peuple américain, les États-Unis vont, lors d'autres conflits, montrer des « images périphériques » et jouer sur le montage pour, sans faire de censure directe, éviter de laisser voir une image négative de leur action.
Par ce procédé, les personnages reviennent non à la scène telle qu'elle a été montée mais à la scène telle qu'elle aurait été tournée, avec l'intégralité des plans et des points de vue, et ils peuvent appréhender les éléments qui leur ont manqué. Ainsi grâce à un flashback, lorsqu'il comprend que Jim Phelps est responsable de la mort de son équipe, Ethan Hunt, le héros de Mission impossible revoit toute la scène en y ajoutant les plans qu'il ne pouvait pas voir lorsqu'il l'a vécue : ceux où Phelps provoque la mort de ses équipiers et où il se fait passer pour mort. C'est de cette manière que Hunt reprend le contrôle sur l'histoire narrée par le film et qu'il peut agir pour la modifier comme il l'entend. Dans Snake Eyes, le long plan séquence qui commence le film et qui contient l'assassinat du secrétaire d'État à la Défense est allé si vite qu'il faut que le héros du film, Rick Santoro, prenne le temps de rechercher tous les autres points de vue : celui de Julia, témoin du meurtre, ceux des caméras de surveillance pour finalement comprendre ce qui s'est réellement passé. Dans cette optique, L'Impasse fait exception : Carlo Brigante, revoit la scène initiale du film et ce qui y a mené pour échapper à sa mort qui y est montrée. Mais il ne trouvera pas d'issue, il ne pourra changer le sens de cette scène, il ne fait que la revivre.

### Thèmes récurrents
Un des thèmes récurrents chez De Palma est celui du double : un personnage positif et un autre négatif sont mis en présence l'un de l'autre. Le héros voit chez le personnage négatif « le reflet du monstre qu'il aurait pu devenir. » Cette opposition est particulièrement forte dans Phantom of the Paradise entre le héros, le compositeur Winslow et le producteur Swan. Jean Douchet a aussi montré comment Blow Out est construit sur ce qu'il nomme un « système narratif délirant, [...] celui des doubles et de leur multiplication » : le tueur Burke est par exemple le « double négatif » de Jack, qui exprime ses pulsions sexuelles refoulées par son action de tueur en série ; cette dualité est visible très concrètement dans la scène où Jack, collé au dos de Burke, lui poignarde le ventre en saisissant sa main qui tient le pic à glace, dans le geste qu'il aurait s'il se poignardait lui-même.
Un autre thème est celui de personnages qui vivent coupés de la réalité, dans un monde qu'ils se sont créé et auquel les autres doivent se conformer. C'est le cas de Swan dans Phantom of the Paradise, du sergent Meserve dans Outrages ou de Sherman McCoy dans Le Bûcher des vanités. Brian De Palma se dit d'ailleurs fasciné par les personnages réels riches qui s'isolent et se coupent du monde, certains d'entre eux finissant par évoluer dans « un univers opaque, déshumanisé fonctionnant sur les valeurs les plus corrompues. » Il cite parmi les « démiurges » qui exercent cette fascination sur lui le producteur Howard Hughes, qui a servi de modèle pour le personnage de Swan, ainsi que Hugh Hefner, le fondateur du magazine Playboy ou encore Walt Disney qui a su construire un monde qui lui est propre, Disneyland.
Le thème du sacrifice semble obséder Brian De Palma. Il apparaît dans son œuvre avec le documentaire Dionysus in '69 qui montre des extraits de la pièce Les Bacchantes d'Euripide où Penthée est démembré et dévoré par des femmes, dont sa propre mère. La figure d'une femme aux mains couvertes de sang, visible dans ce film, se retrouve dans plusieurs films de De Palma : Sœurs de sang, Phantom of the Paradise, Carrie au bal du diable, Furie, Pulsions, Outrages et Snake Eyes.

### Décors

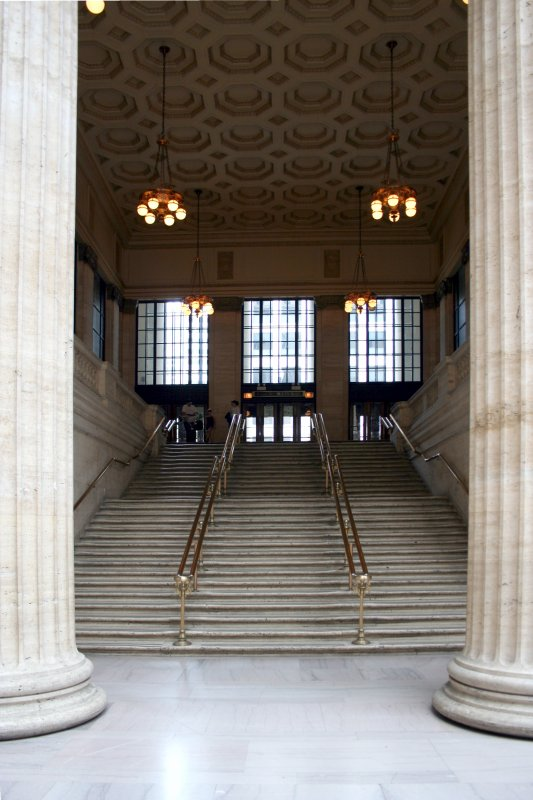
Les escaliers de la gare de Chicago, visibles dans Les Incorruptibles.

Brian De Palma apprécie particulièrement de tourner en décors naturels et s'inspire beaucoup de l'architecture de la ville où il tourne. C'est sensible avec des villes qui deviennent des « personnage[s] à part entière » de ses films : Hollywood dans Body Double, Philadelphie dans Blow Out, Miami dans Scarface... Il ne se considère pas comme un « créateur d'espace » comme a pu l'être Stanley Kubrick qui travaillait beaucoup en studio. Il s'écarte en cela d'Alfred Hitchcock qui créait l'espace de ses films en décors construits. Il passe beaucoup de temps à arpenter ses décors, en les photographiant afin de pouvoir en tirer toutes les ressources possibles.
Certains lieux reviennent régulièrement dans les films de De Palma. Il s'agit tout d'abord des gares. Si Brian De Palma n'aime pas donner la sensation de se répéter et si dans certains cas des décors ont dû être choisis par défaut,, des séquences importantes se déroulent dans des gares dans Blow Out, Les Incorruptibles, L'Impasse et Mission impossible. La gare est ainsi « un espace particulièrement signifiant dans le cinéma de De Palma. » Il est possible d'y retrouver la filiation que le cinéaste a avec Alfred Hitchcock : chez Hitchcock beaucoup de scènes importantes se déroulent dans des trains (Une femme disparaît, L'Ombre d'un doute, L'Inconnu du Nord-Express, La Mort aux trousses). De Palma prolonge souvent dans ses films, les scènes d'Hitchcock, donc il filme là où les trains partent et arrivent, dans les gares. Par ailleurs, le train est souvent considéré comme une « métaphore possible du cinéma » : la fenêtre du train est comme le cadre d'un film, l'avancée d'un train peut figurer l'avancée de la pellicule, du scénario… En situant son action dans des gares, De Palma s'intéresse alors à des endroits où le rythme du récit du film se calme : dans Les Incorruptibles la scène s'y étire au ralenti, Carlito Brigante dans L'impasse prend le temps de revivre ce qui l'a mené à la mort au lieu de mourir immédiatement, Ethan Hunt peut revoir la scène où son équipe a été exterminée et comprendre ce qui va se passer par la suite.
Les ascenseurs sont aussi un lieu qui revient chez De Palma. Il est possible de les voir comme le symbole d'un trajet auquel on ne peut échapper, tout comme le personnage qui ne peut échapper à son futur écrit dans le scénario du film. Les personnages meurent dans des ascenseurs dans Les Incorruptibles, Mission Impossible ou dans Pulsions : Kate Miller, reprenant le rôle de Marion Crane de Psychose ne pourra échapper au destin de son modèle, celui de mourir dans le début du film. L'ascenseur y est comme un lieu de passage entre la vie et la mort, un lieu où elle n'est pas encore morte mais où elle ne fait plus partie des vivants. S'ils n'y meurent pas, l'ascenseur reste chez De Palma « un lieu de danger et d'angoisse » pour les personnages, comme dans Body Double, L'Esprit de Caïn, L'impasse ou Snake Eyes.

## Filmographie

### Réalisateur

#### Longs métrages de fiction
- 1968 : Meurtre à la mode (Murder a la mod) - également scénariste et coproducteur.
- 1968 : Greetings - également scénariste
- 1969 : The Wedding Party, coréalisation avec Wilford Leach ; tourné entre 1963 et 1966, il s'agit en fait du premier long métrage de Brian De Palma dont il est aussi producteur.
- 1970 : Dionysus in '69, coréalisation avec Richard Schechner - également producteur du film.
- 1970 : Hi, Mom! - également scénariste
- 1972 : Get to Know Your Rabbit
- 1973 : Sœurs de sang (Sisters) - également scénariste
- 1974 : Phantom of the Paradise - également scénariste
- 1976 : Obsession - également scénariste
- 1976 : Carrie au bal du diable (Carrie) - également producteur
- 1978 : Furie (The Fury)
- 1980 : Home Movies - également scénariste et producteur
- 1980 : Pulsions (Dressed to Kill) - également scénariste
- 1981 : Blow Out - également scénariste
- 1983 : Scarface
- 1984 : Body Double - également scénariste et producteur
- 1986 : Mafia Salad (Wise Guys)
- 1987 : Les Incorruptibles (The Untouchables)
- 1989 : Outrages (Casualties of War)
- 1990 : Le Bûcher des vanités (The Bonfire of the Vanities) - également scénariste et producteur
- 1992 : L'Esprit de Caïn (Raising Cain) - également scénariste
- 1993 : L'Impasse (Carlito's Way)
- 1996 : Mission impossible (Mission: Impossible)
- 1998 : Snake Eyes - également scénariste et producteur
- 2000 : Mission to Mars
- 2002 : Femme fatale - également scénariste
- 2006 : Le Dahlia noir (The Black Dahlia)
- 2007 : Redacted - également scénariste
- 2012 : Passion - également scénariste
- 2019 : Domino : La Guerre silencieuse (Domino)

#### Courts métrages
- 1960 : Icarus
- 1961 : 660124: The Story of an IBM card
- 1962 : Woton's wake
- 1964 : Jennifer

#### Documentaires
- 1964 : Mod (inachevé)
- 1965 : Bridge that gap
- 1966 : Show Me a Strong Town and I'll Show You a Strong Bank
- 1966 : The Responsive Eye

#### Clip
- 1984 : Dancing in the Dark de Bruce Springsteen

### Acteur ou intervenant
Brian De Palma a fait quelques apparitions dans des fictions ou documentaires.
- 1968 : Greetings : l'homme qui fume face au bureau de l'armée (caméo)
- 1970 : Dionysus in '69 : un des premiers spectateurs rentrant dans le hangar où se joue la pièce de théâtre (caméo)
- 1987 : Les Incorruptibles : le journaliste qui interpelle Eliot Ness lors de la conférence de presse « Do you drink Mister Ness? » (voix)
- 1994 : Rotwang muß weg! (de) de Hans-Christoph Blumenberg : un célèbre réalisateur américain
- 1995 : Un voyage avec Martin Scorsese à travers le cinéma américain (documentaire) de Martin Scorsese : lui-même
- 2006 : Le Dahlia noir : le réalisateur lors des essais d'Elisabeth Short (voix VO)
- 2007 : Redacted : un ami (hors-écran) qui veut prendre le héros et sa petite amie en photo, puis lui demande de raconter une histoire de guerre : « How about a war story? » (voix VO)
- 2015 : De Palma (documentaire qui retrace toute sa carrière) : lui-même

## Publications
Scénarios, romans et novélisations
- Blow Out /  Neal Williams ; d'après un scénario de Brian De Palma ; trad. Gérard de Chergé. Paris : J'ai lu no 1244, 1982, 222 p.  (ISBN 2-277-21244-X)
- Pulsions (Dressed to kill) / Brian De Palma & Campbell Black ; trad. Herbert Draï. Paris : J'ai lu Policier no 1198, 1989, 250 p.  (ISBN 2-277-21198-2)
- Snake Eyes : 14.000 témoins, personne n'a rien vu / David Jacobs ; d'après le scénario de David Koepp et une histoire de Brian de Palma et David Koepp ; trad. Michelle Charrier. Paris : Pocket no 10525, 1998, 190 p.  (ISBN 2-266-08526-3)
- Femme fatale / Brian de Palma ; trad. Stephen Levine. Paris : Cahiers du cinéma, coll. "Petite bibliothèque des Cahiers du cinéma" no 72, 05/2002, 173 p.  (ISBN 2-86642-342-9)
- Les Serpents sont-ils nécessaires ? / Brian De Palma & Susan Lehman ; trad. Jean Esch. Paris : Rivages, coll. "Rivages-Noir", 2018, 331 p.  (ISBN 978-2-7436-4397-3)

## Box-office
Les films réalisés par Brian de Palma ont totalisé 636 millions de dollars de recettes au box-office américain et 16,5 millions d'entrées au box-office français. Le réalisateur estime que ses films les plus personnels et ceux qui font l'objet des plus importantes recherches stylistiques font le plus souvent de très mauvais résultats commerciaux, accompagnés de critiques de presse désastreuses. Il cite en exemple Dionysus in '69, resté deux semaines à l'affiche, Hi, Mom!, Blow Out, Body Double et Outrages.
| Film                    | Budget        | États-Unis,   | France            | Monde         |
| ----------------------- | ------------- | ------------- | ----------------- | ------------- |
| Sœurs de sang           | 500,000 $     | 1 000 000 $   | 34 674 entrées    | NC            |
| Phantom of the Paradise | 1 300 000 $   | NC            | 1 114 958 entrées | NC            |
| Obsession               | 1 400 000 $   | 4 468 000 $   | 179 469 entrées   | NC            |
| Carrie au bal du diable | 1 800 000 $   | 33 800 000 $  | 1 290 685 entrées | NC            |
| Furie                   | 5 500 000 $   | 24 000 000 $  | 511 504 entrées   | NC            |
| Pulsions                | 6 500 000 $   | 31 899 000 $  | 1 147 059 entrées | NC            |
| Blow Out                | 18 000 000 $  | 13 747 234 $  | 613 083 entrées   | NC            |
| Scarface                | 25 000 000 $  | 45 967 303 $  | 770 544 entrées   | 65 884 703 $  |
| Body Double             | 10 000 000 $  | 8 801 940 $   | 426 622 entrées   | NC            |
| Mafia Salad             | 13 000 000 $  | 8 475 466 $   | NC                | NC            |
| Les Incorruptibles      | 25 000 000 $  | 76 270 454 $  | 2 459 380 entrées | 186 270 454 $ |
| Outrages                | 22 500 000 $  | 18 671 317 $  | 346 196 entrées   | NC            |
| Le Bûcher des vanités   | 47 000 000 $  | 15 691 192 $  | 239 029 entrées   | NC            |
| L'Esprit de Caïn        | 11 000 000 $  | 21 370 057 $  | 202 916 entrées   | NC            |
| L'Impasse               | 30 000 000 $  | 36 948 322 $  | 274 966 entrées   | 63 848 322 $  |
| Mission impossible      | 80 000 000 $  | 180 981 856 $ | 4 120 262 entrées | 457 696 359 $ |
| Snake Eyes              | 73 000 000 $  | 55 591 409 $  | 1 094 735 entrées | 103 891 409 $ |
| Mission to Mars         | 100 000 000 $ | 60 883 407 $  | 647 000 entrées   | 110 983 407 $ |
| Femme fatale            | 35 000 000 $  | 6 630 252 $   | 420 801 entrées   | 16 838 910 $  |
| Le Dahlia noir          | 50 000 000 $  | 22 545 080 $  | 409 697 entrées   | 49 332 692 $  |
| Redacted                | 5 000 000 $   | 65,388 $      | 40 587 entrées    | 782,102 $     |
| Passion                 | 30 000 000 $  | 92,181 $      | 132 486 entrées   | 713,616 $     |

- Légendes : Budget (entre 1 et 10 M$, entre 10 et 100 M$ et plus de 100 M$), États-Unis (entre 1 et 50 M$, entre 50 et 100 M$ et plus de 100 M$), France (entre 100 000 et 1 M d'entrées, entre 1 et 2 M d'entrées et plus de 2 M d'entrées) et monde (entre 1 et 100 M$, entre 100 et 200 M$ et plus de 200 M$).

## Distinctions

### Récompenses
- Berlinale 1969 : Ours d'argent pour Greetings[123]
- Festival international du film fantastique d'Avoriaz 1975 : Grand prix du jury pour Phantom of the Paradise
- Festival international du film fantastique d'Avoriaz 1977 : Grand prix du jury pour Carrie au bal du diable
- Blue Ribbon Awards 1988 : Meilleur film en langue étrangère pour Les Incorruptibles
- Mostra de Venise 2007 : Lion d'argent du meilleur réalisateur pour Redacted
- Prix de la critique 2007 du meilleur DVD pour Phantom of the Paradise
- Festival du film d'Amnesty International 2008 : Prix du jeune jury pour Redacted[124]